# Néra-szurdok – Beusnica Nemzeti Park

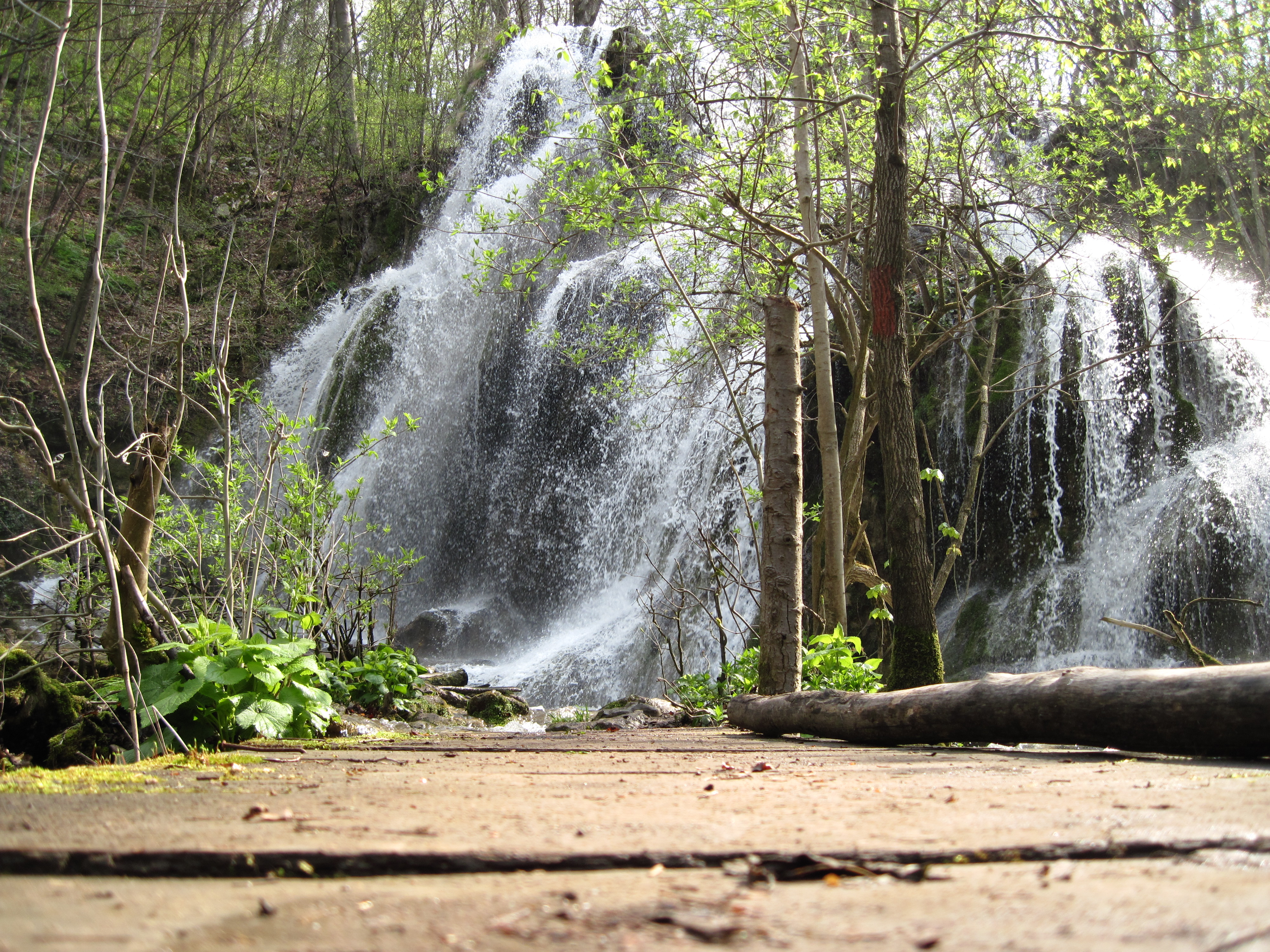
Beuşniţa-vízesés

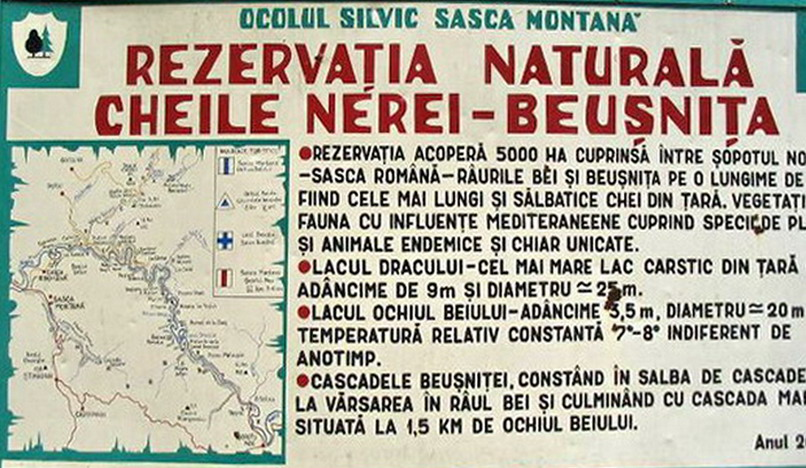
Eligazító tábla a Néra völgyében

A Néra-szurdok–Beuşniţa Nemzeti Park a romániai Krassó-Szörény megye területén található. Földrajzilag a Bánságban lévő Aninai-hegységben, a Néra völgyében helyezkedik el. Területe 36 758 hektár, az IUCN-osztályozás szerint a II-ik kategóriába tartozik.

## Leírása

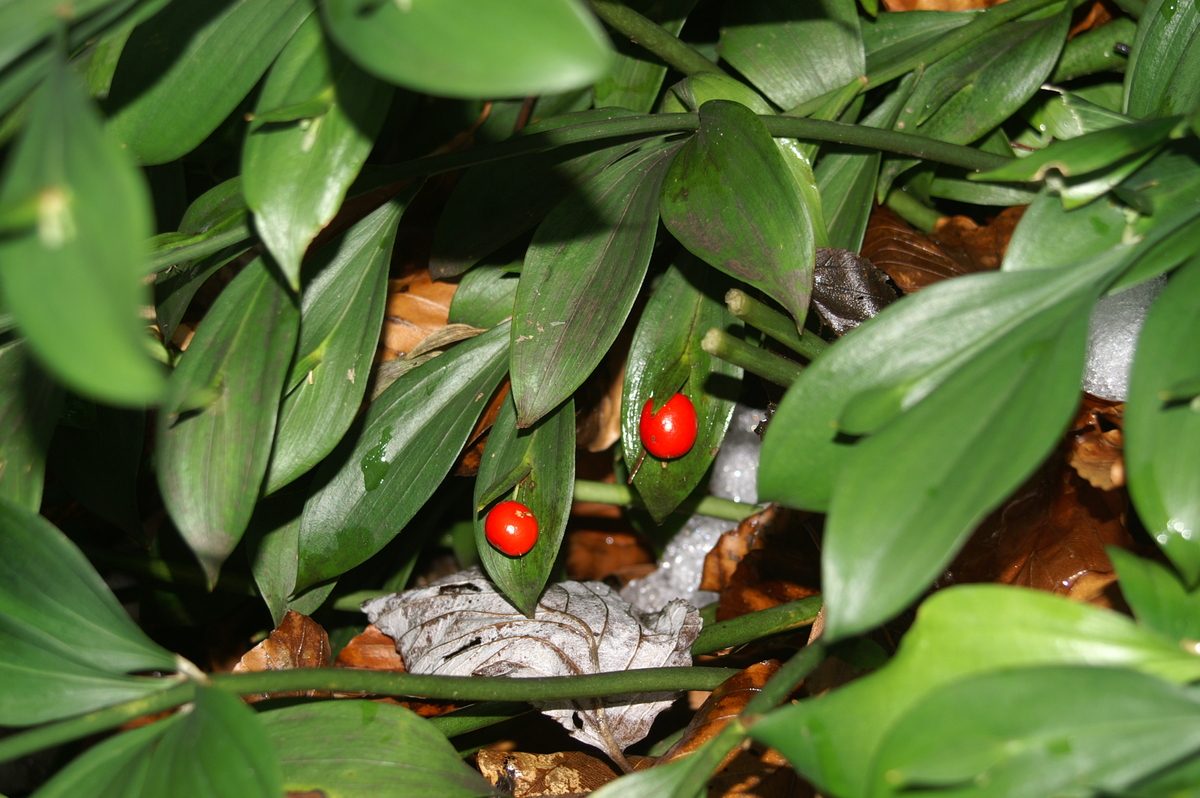
Lónyelvű csodabogyó

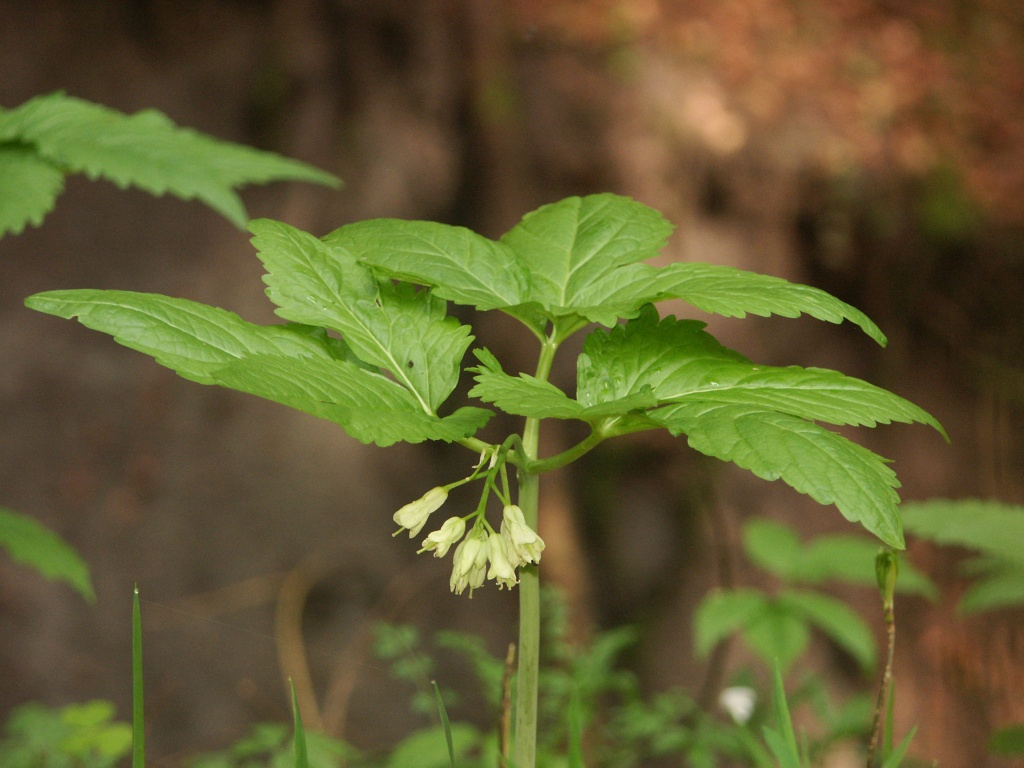
Bókoló fogasír

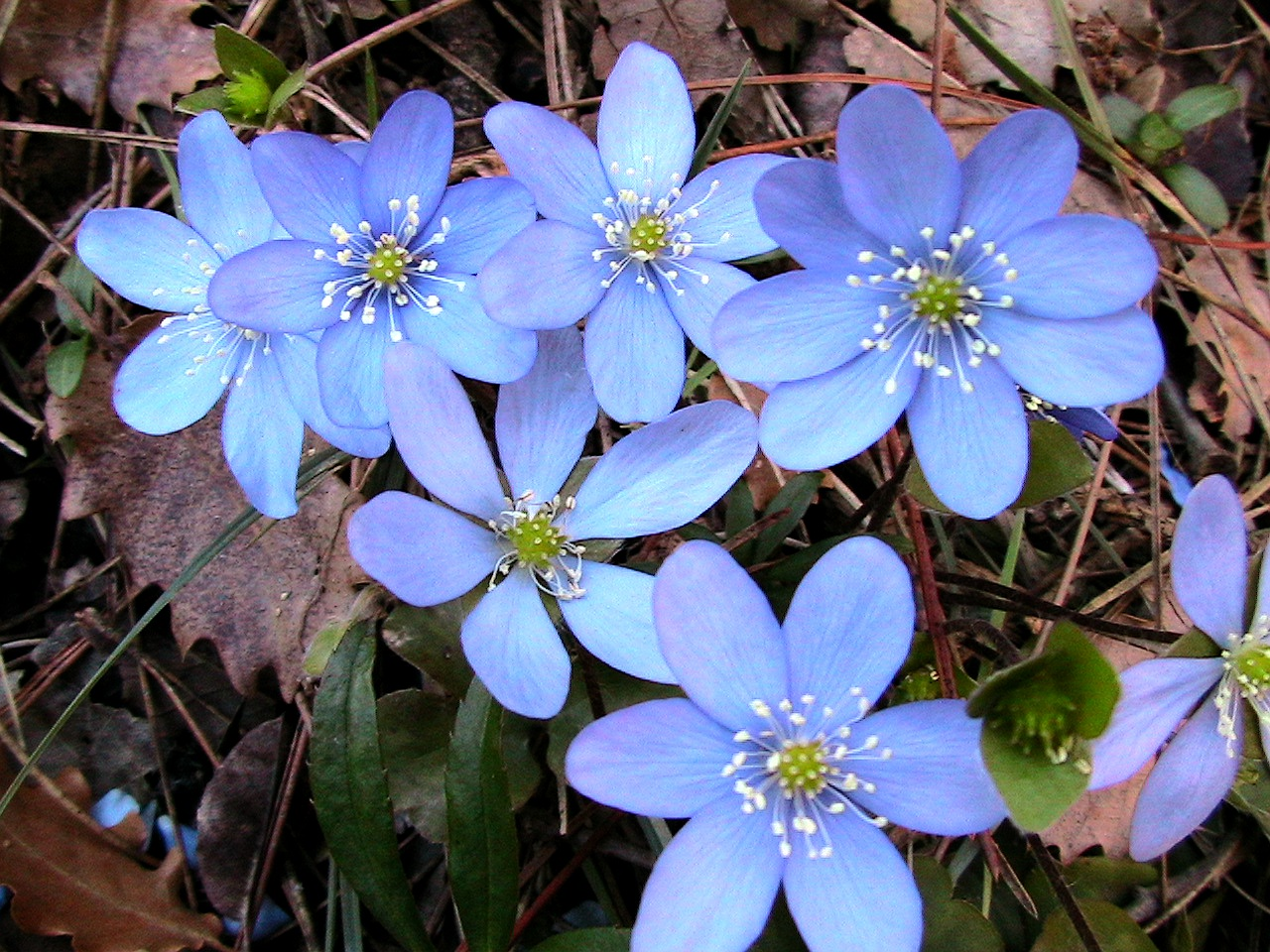
Májvirág

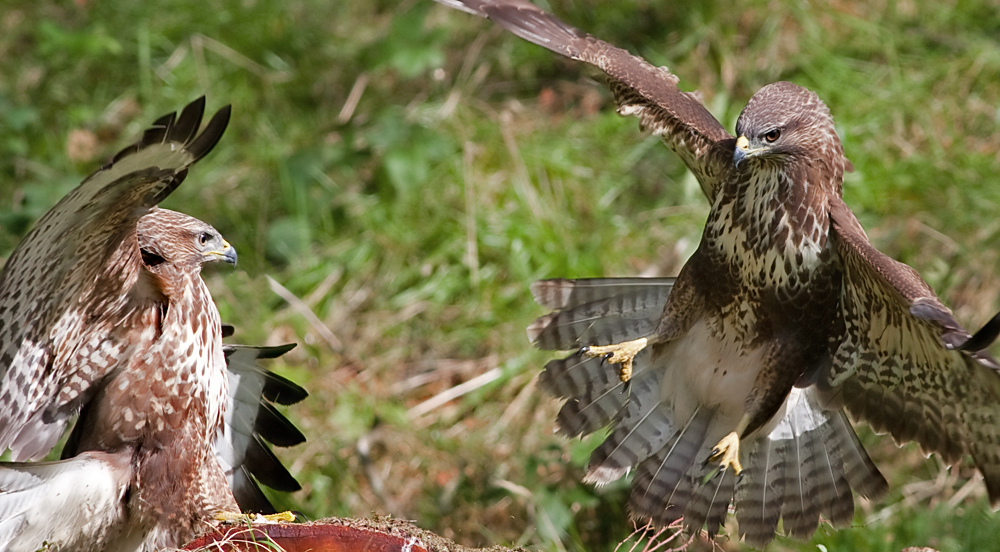
Egerészölyv

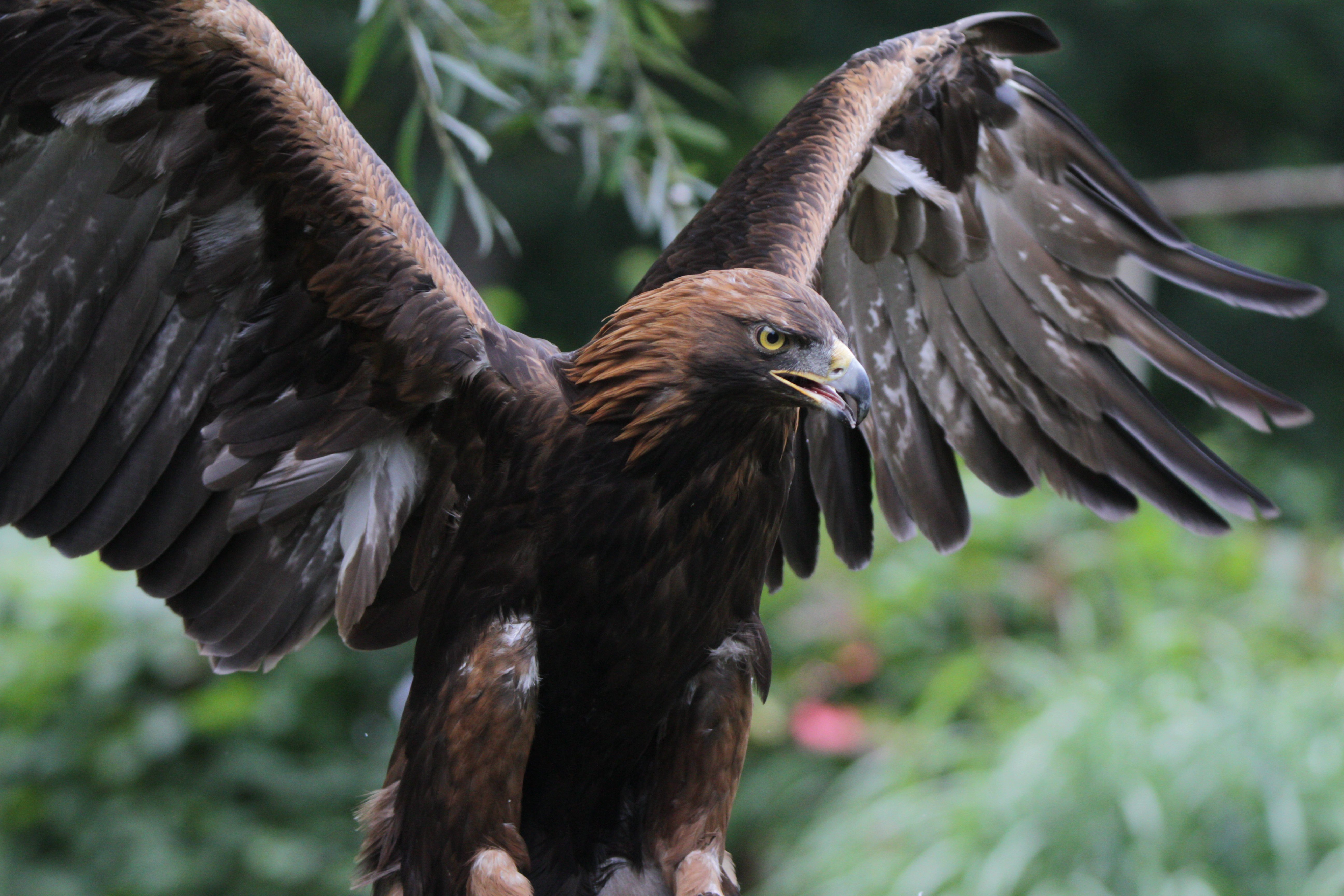
Szirtisas

A park területén létesített természetvédelmi területek: Néra-szurdok–Beuşniţa, Csiklova-völgy–Ilidia, Şuşarei-szurdok, Rudăriei-szurdok, Bigăr-forrás, valamint a Ducin Tudományos Rezervátum (IUCN I-es kategória).

### Néra-szurdok–Beuşniţa vízesés
A barlangokat, mésztufa lépcsőket, vízeséseket és kiugró mészkőszirteket rejtő Néra szurdokot Oraviţa helységből indulva közelíthetjük meg,. mely egyben a Néra-szurdok–Beuşniţa Nemzeti Park székhelye is a Néra folyó mentén, Szászka (Sasca Romana) és Újsopot helyiségek között, mintegy 20 km-es szakaszon terül el. A szoros két, a Néra folyó által mészkőben kialakított szurdok-szakaszt, illetve a kettőt elválasztó tágasabb térséget foglalja magába.
A Néra folyó partján jelzett turistaút vezet, amely helyenként követi a még a rómaiak által sziklákba vésett járdákat. A Beului hídig jó minőségű úton közelíthető meg, innen pedig  tovább a Beului erdészházig és a mellette található pisztrángneveldéig egy rosszabb minőségű út vezet, ahonnan a gyönyörűséges Ochiul Beu-tó felé már csak gyalogos út folytatódik. Egy jó félórai mászás után érhető el a Beuşniţa-vízesés. A három nagyobb vízesés mésztufákon zubog le, a vízesések egy fákkal teljesen benőtt területen helyezkednek el.
A terület flórája különleges, olyan fajok találhatók itt, amilyeneket a Kárpátok más hegységeiben nem igazán találhatunk meg, ezek még itt is nagy ritkaságnak számítanak.
Ilyenek: a kora tavasszal nyíló legyezőszerű boglárka (Ranunculus flabellifolius) és a még ritkább bókoló fogasír (Cardamine enneaphyllos), amelyet a vízesés melletti mészkőszikla erdőkben találhatunk, vagy az ugyancsak tavasszal nyíló
sápadt kosbor (Orchis pallens) is az Ochiul Beu-tó melletti bükkösökben, s a nyár elején nyíló díszes virágú balkáni medveköröm (Acanthus balcanicus). A vidék legveszélyeztetettebb faja a vízesések melletti bükkösökben található gömbtermésű sárma (Ornitho-galum sphaerocarpum). A Beuşniţa-medencében április végén, május elején egy igen érdekes orchideafaj, a majomkosbor (Orchis simia) virít, amely szépségével és bájosságával csalogatja a túrázót.

### Csikova-völgy-Ilidia
A természetvédelmi terület 1865,60 hektáron terül el. Az Anina-hegység nyugati részén, a  Néra-szurdok – Beusnica Nemzeti Park védetté nyilvánított területe. Meredek mészkőszirtek, víznyelők, árkok, barlangok (pl. Lenuţa-barlang), szakadékok, vízesések találhatók itt. Flórájában fellelhető a török mogyoró, gyertyán, és a Bánáti bazsarózsa (Paeonia mascula) is. Állatvilágát többféle emlős-, madár-, hüllő- és békafaj jellemzi.

### Bigăr-forrás
A Ménes-patak forrásvidéke, ahol a Minis, vagy Ménes-patak a Bigéri-vízesést táplálva csurog bele a Néra folyóba. A Bigéri-vízesés (cascadul Bigar, angolul Bigar Cascade Falls) az Aninai-hegység  és az Almás-hegység határolta medencében, a Ménes-völgyében levő természetvédelmi területen található. A vízesés nyolc méter magas: a Ménes-patak vize zöld mohával borított, kupolaszerű, lépcsőzetes mésztufán zúdul alá, szüntelenül tajtékot vetve. A természeti csoda különlegességét részben azt adja, hogy a sziklákon megkapaszkodó mélyzöld mohaszőnyeg harmonikusan beleolvad a tufalépcsőkön megtörő, zölden csillogó vízsugarakba.

## Galéria

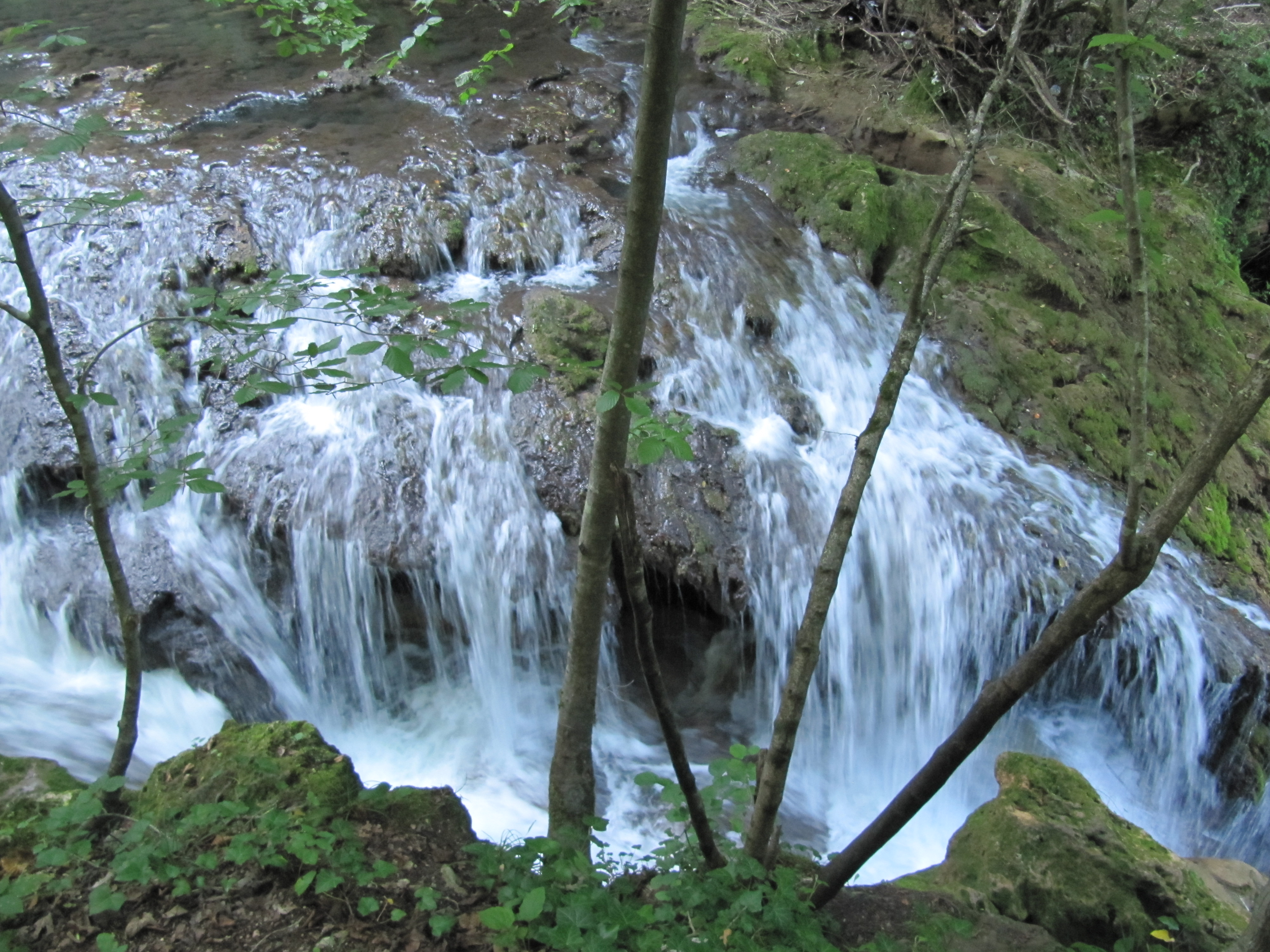
Beuşniţa vízesés
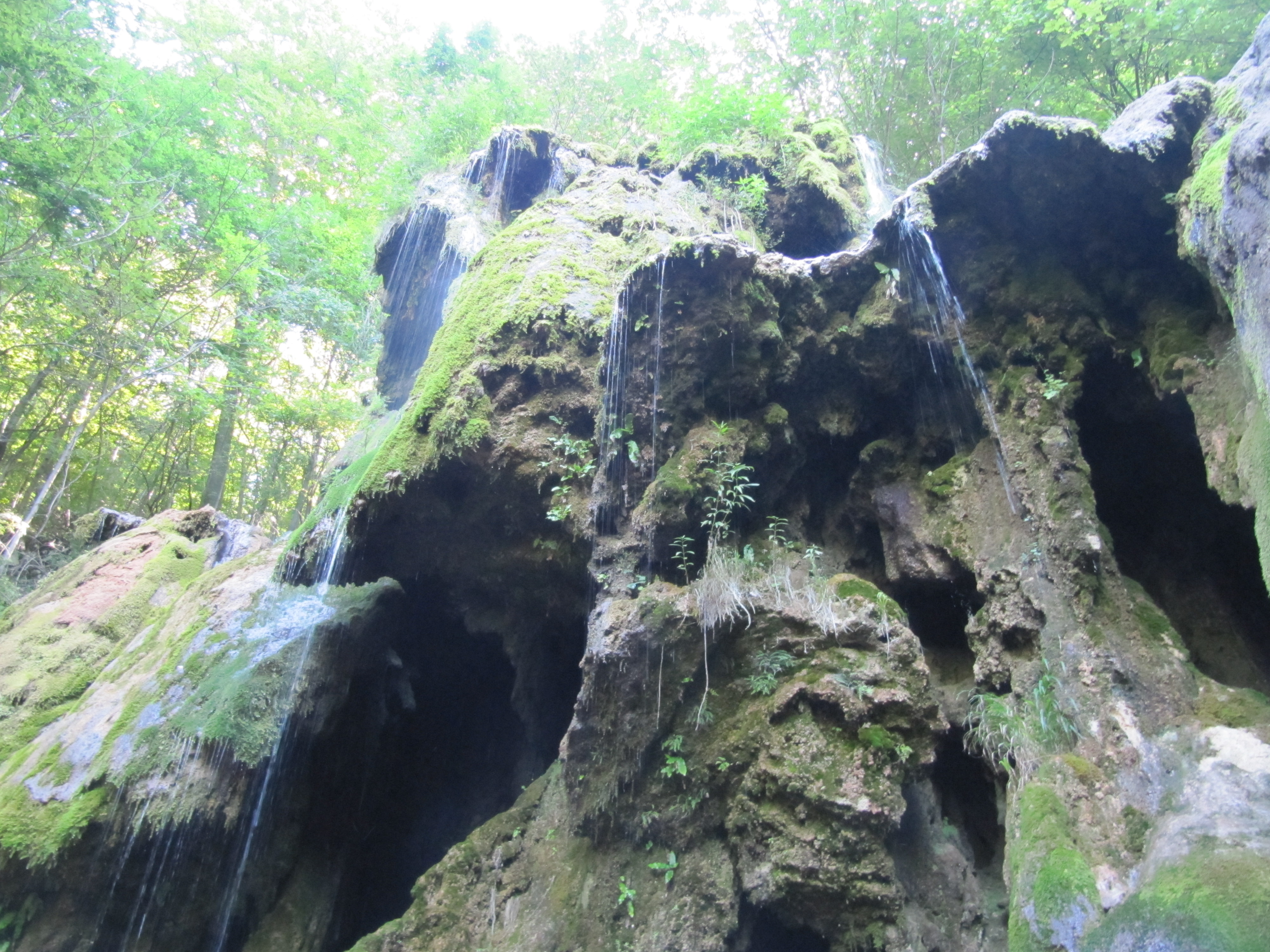
Beuşniţa vízesése
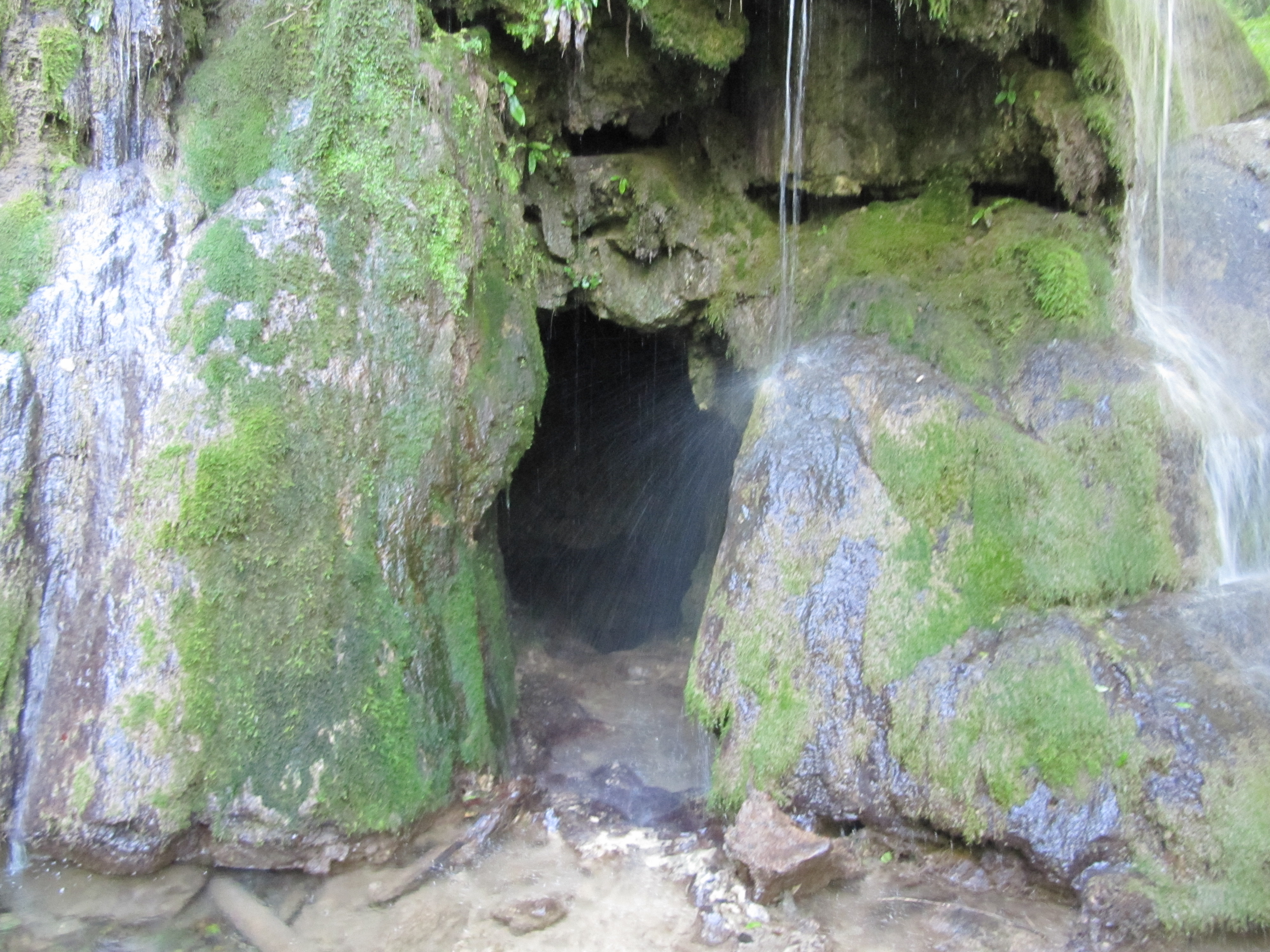
Beuşniţa
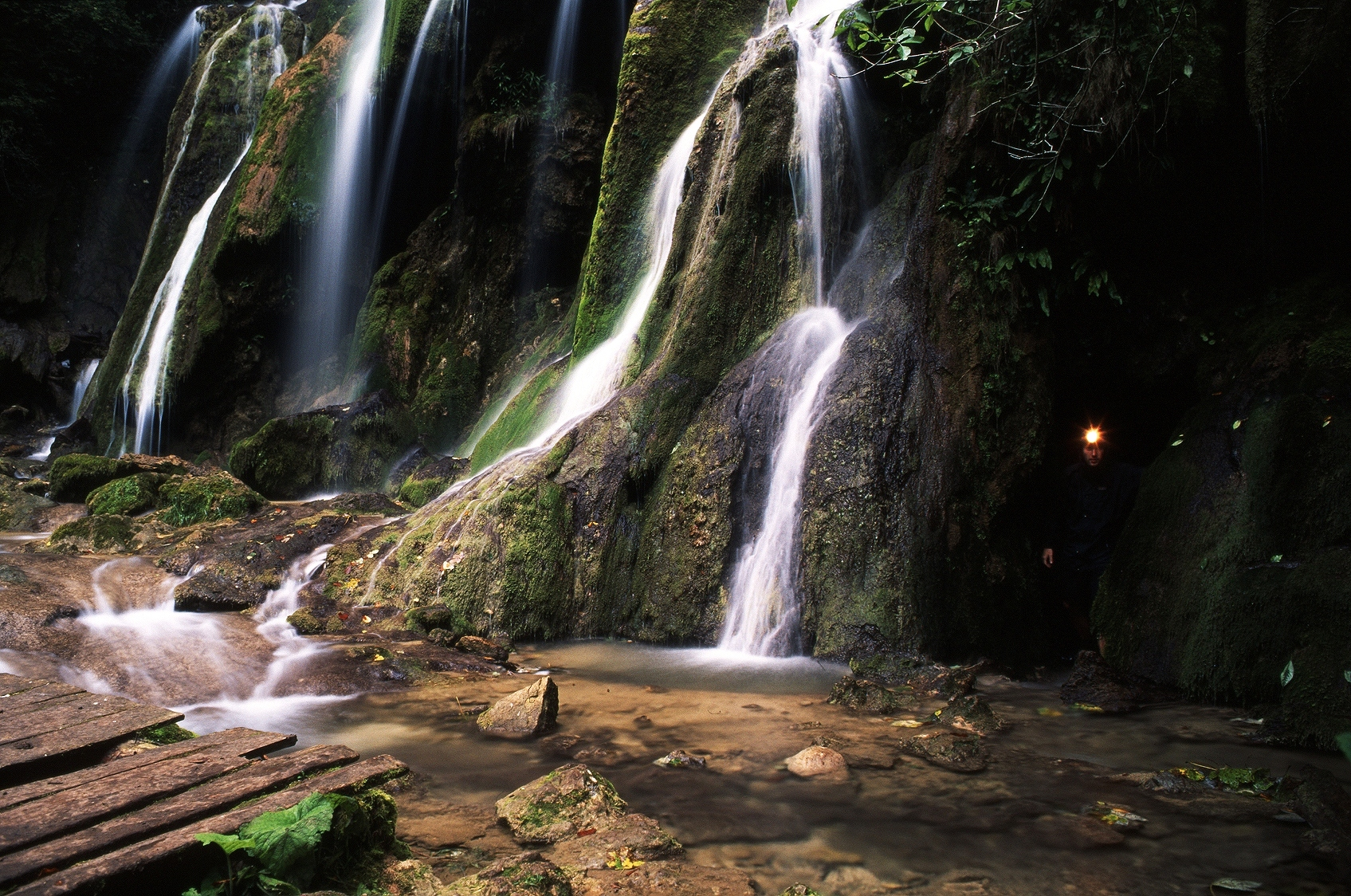
Beuşniţa
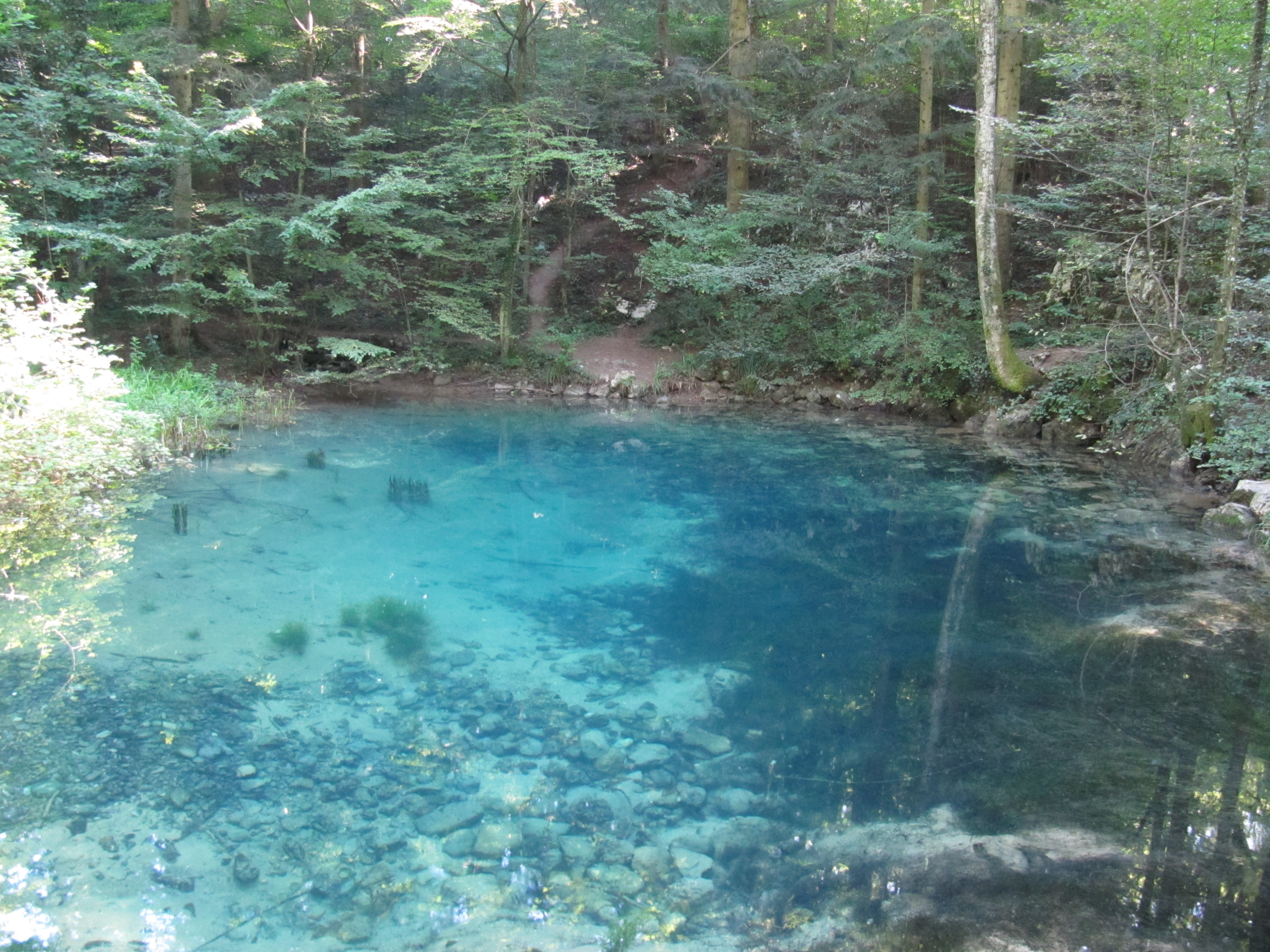
Ochiul Beiului
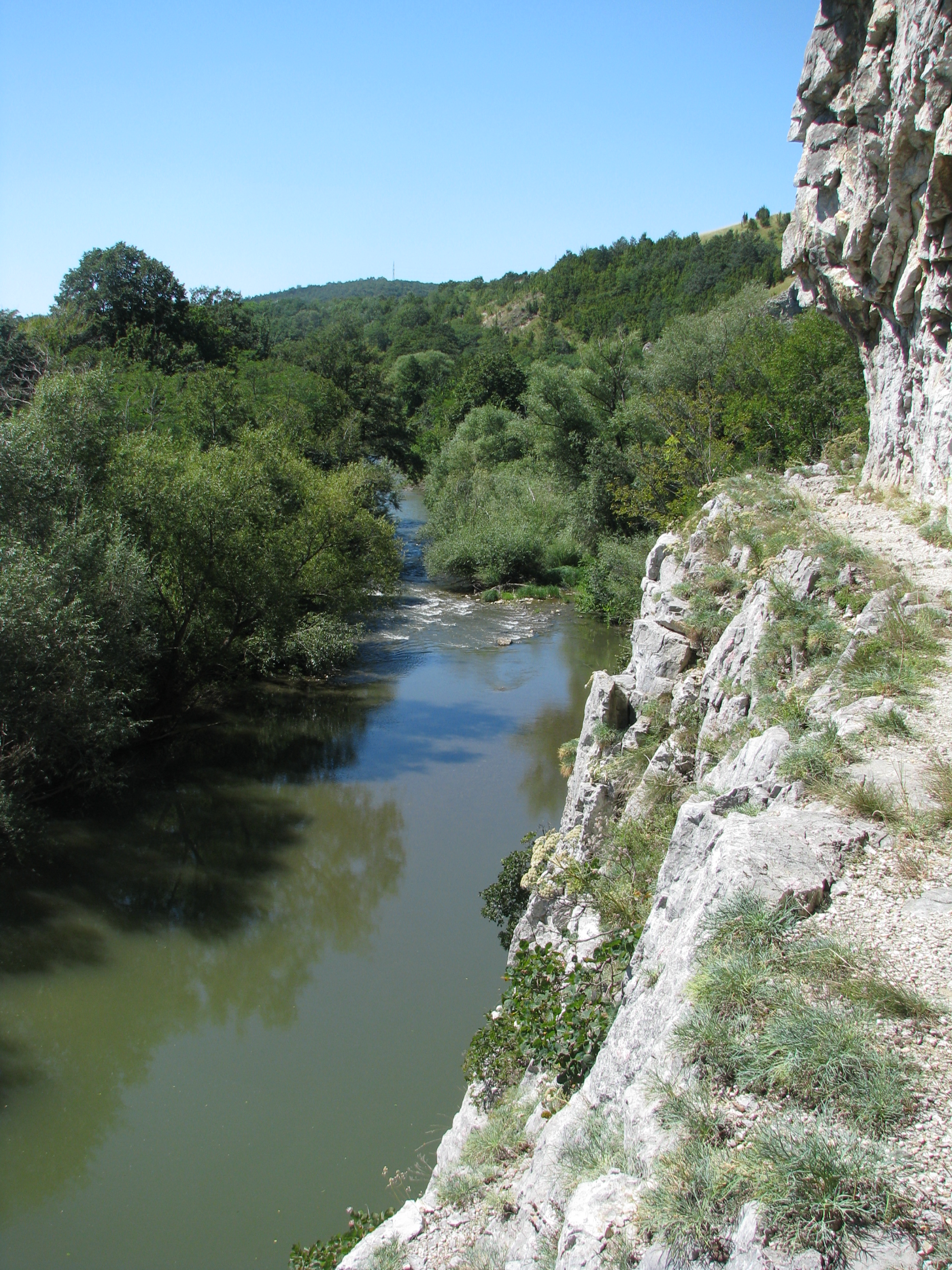
Néra
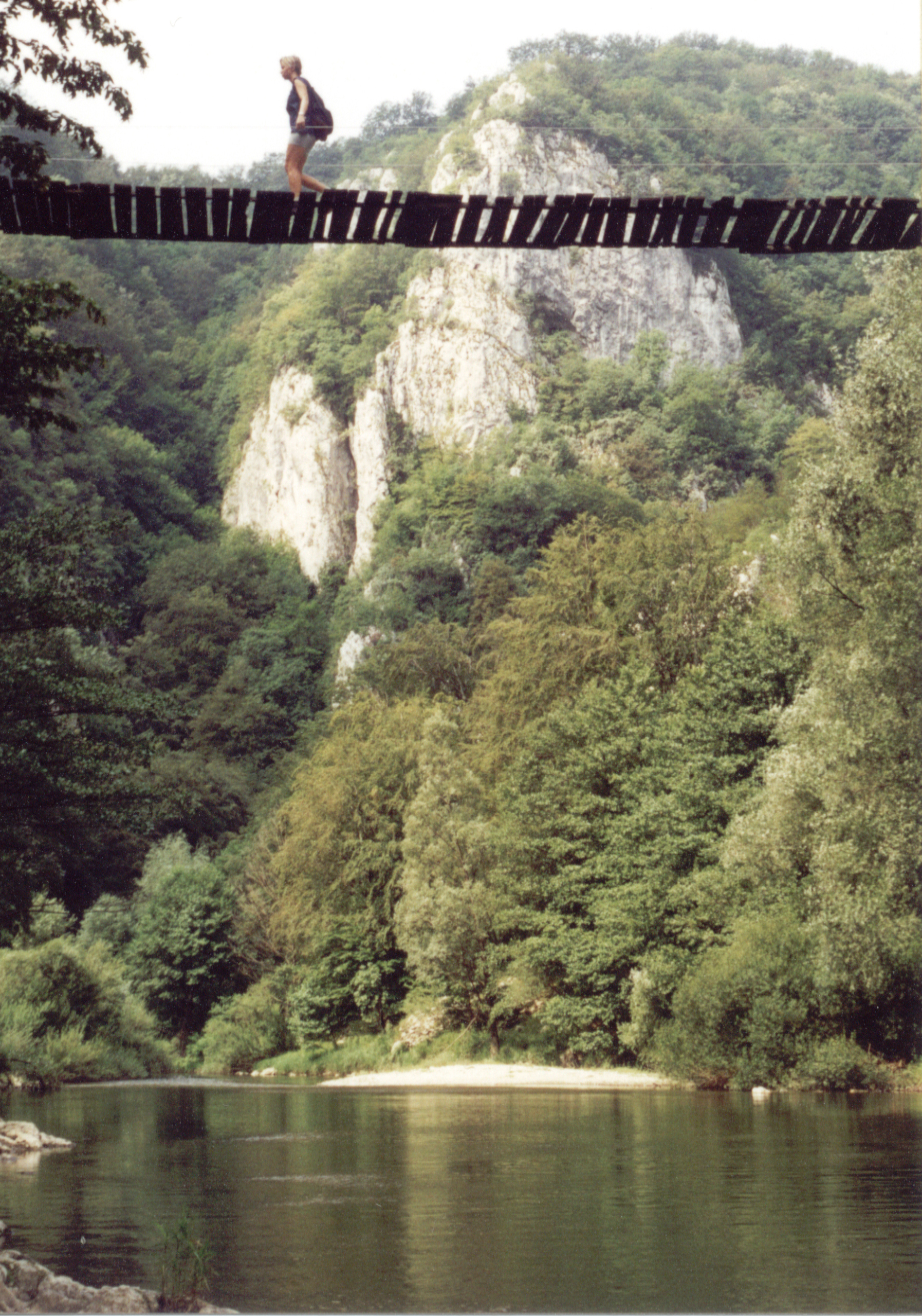
Híd a Néra fölött
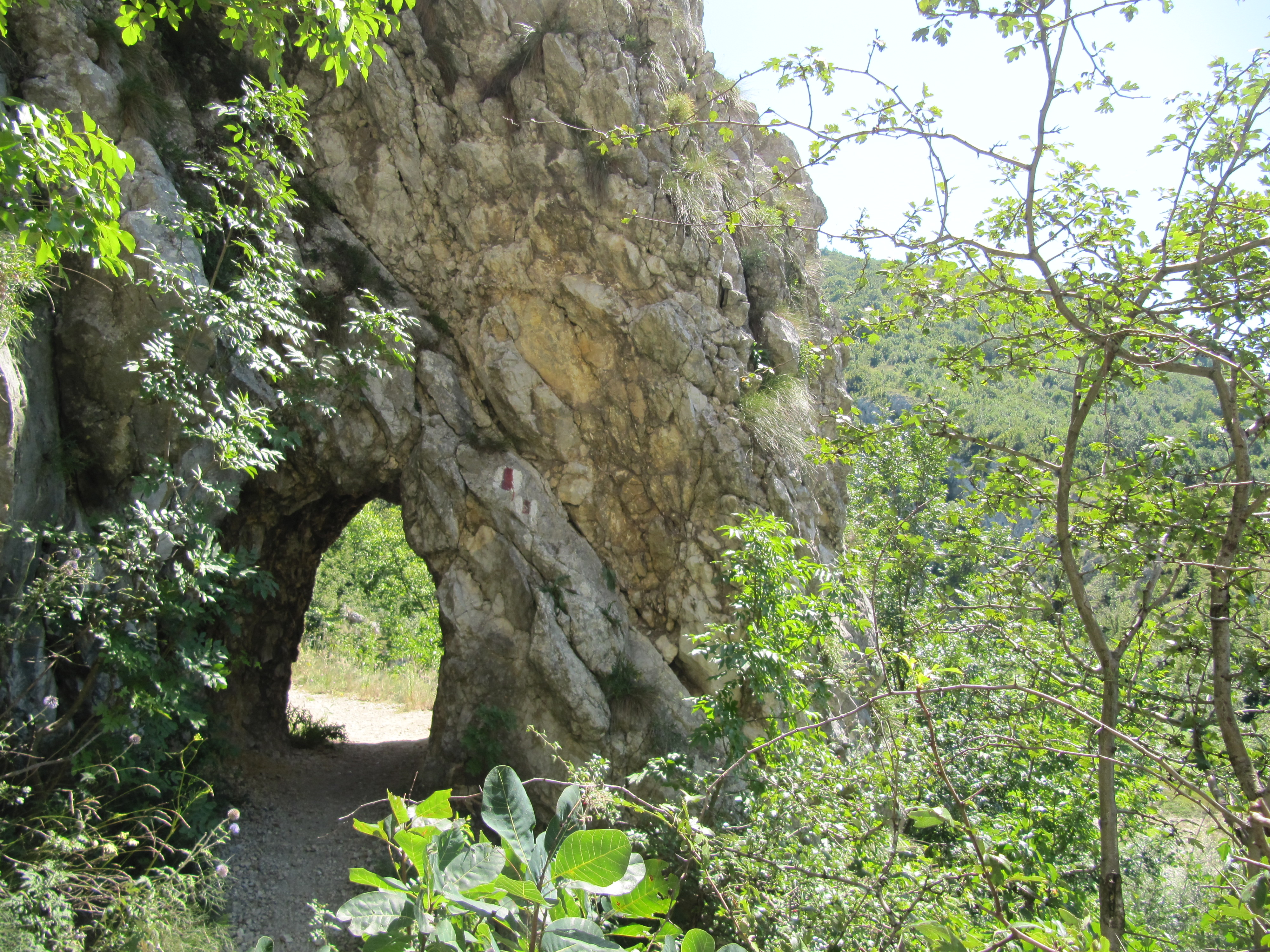
Néra völgye
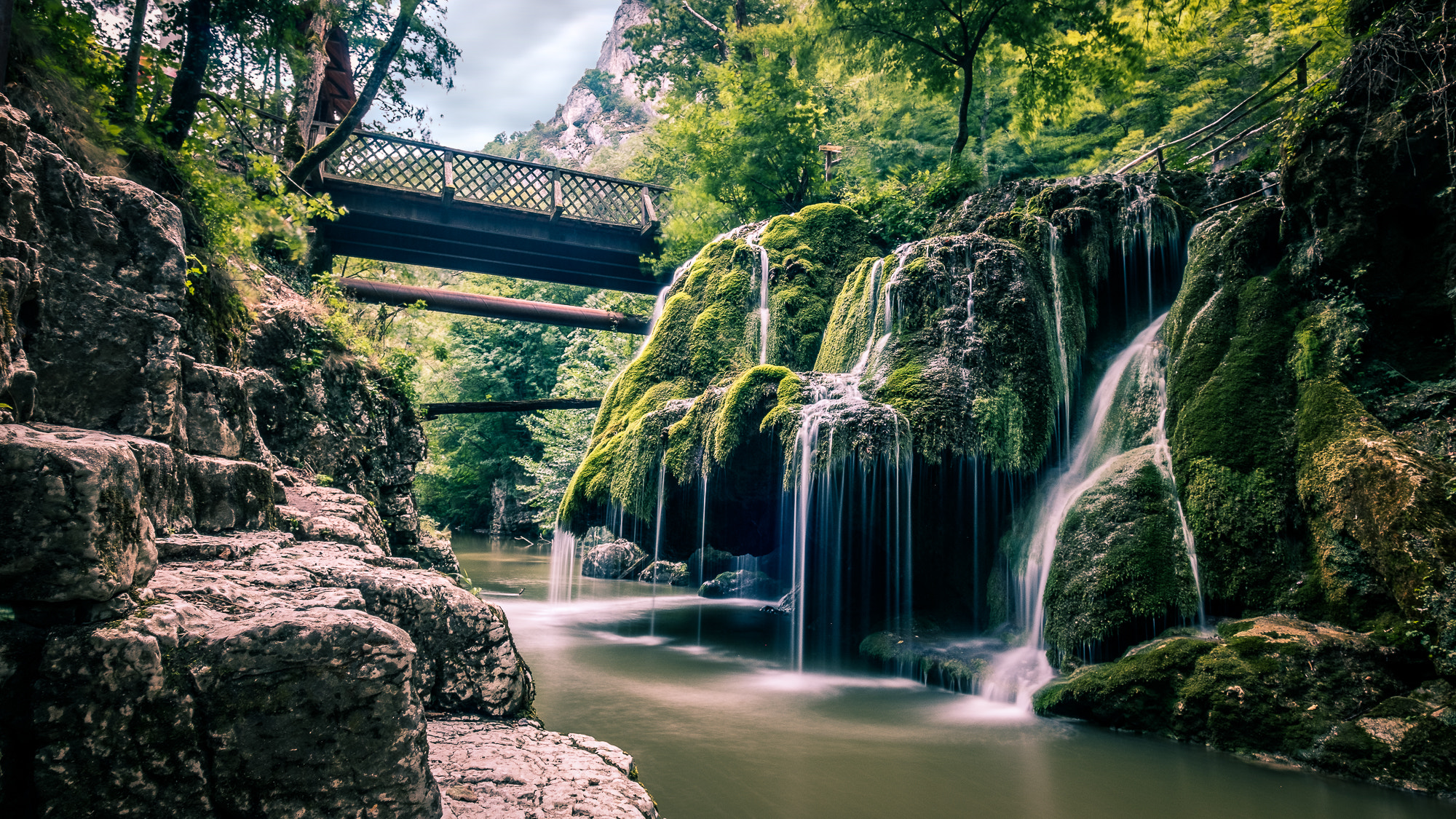
Bigéri-vízesés

## Növényvilága
Románia flórájában a Ranunculus nemzetségből az egyik legritkább a legyezőszerű boglárka (Ranunculus flabellifolius), ezt a Nemzeti Vörös Lista a „Sérülékeny” (VU) kategóriába sorolja. Dacikus elem, mely csak kimondottan a Bánságban és Szerbia  ehhez tartozó határmenti részén fordul elő a Bánság bükköseiben és mészköves dombjain. A legyezőszerű boglárkát, mely április–májusban virágzik, főleg a Beiului-völgyben a közönséges bükk (Fagus sylvatica), szúrós csodabogyó (Ruscus aculeatus) és a lónyelvű csodabogyó (Ruscus hypoglossum), majomkosbor (Orchis simia), sápadt kosbor (Orchis pallens), boglárka (Ranunculus auri-comus), bogláros szellőrózsa (Anemone ranunculoides), erdei galambvirág (Isopyrum thalictroides), odvas keltike (Corydalis cava), ujjas keltike (Coryda-lis solida), májvirág (Hepatica nobilis), húsos som (Cornus mas) növények társaságában találjuk meg.

## Galéria

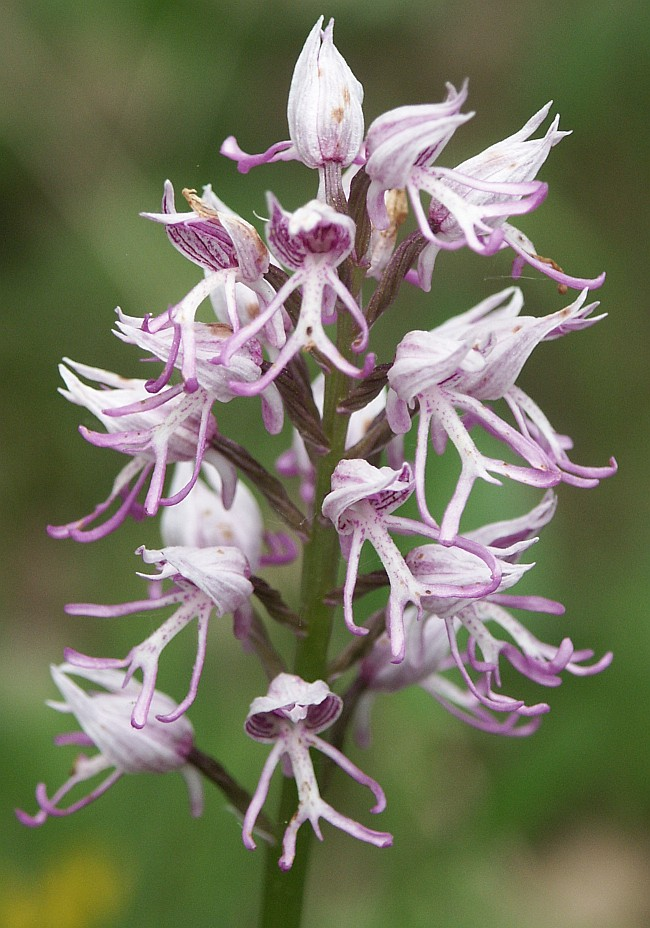
Majomkosbor (Orchis simia)
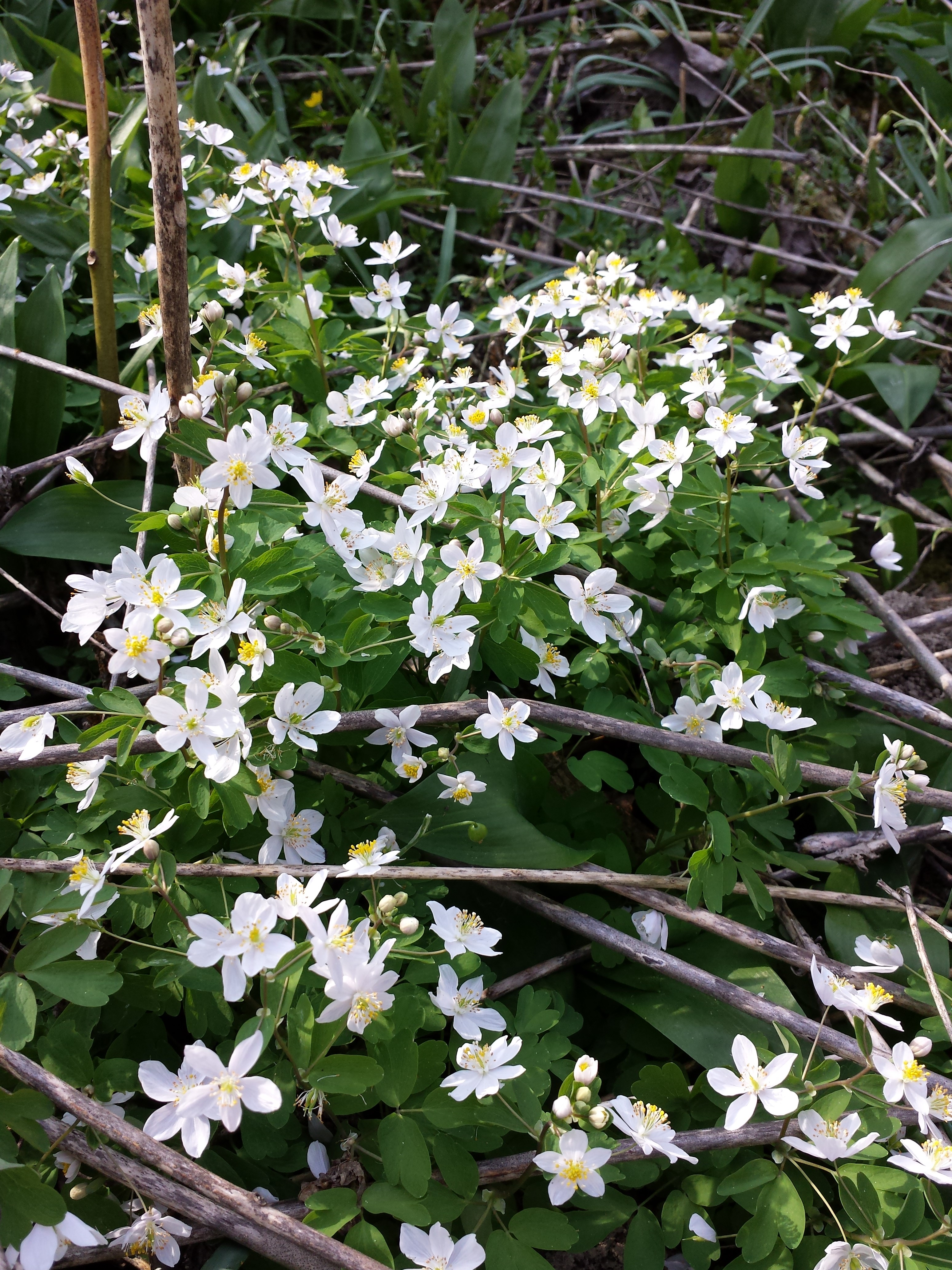
Erdei galambvirág (Isopyrum thalictroides)
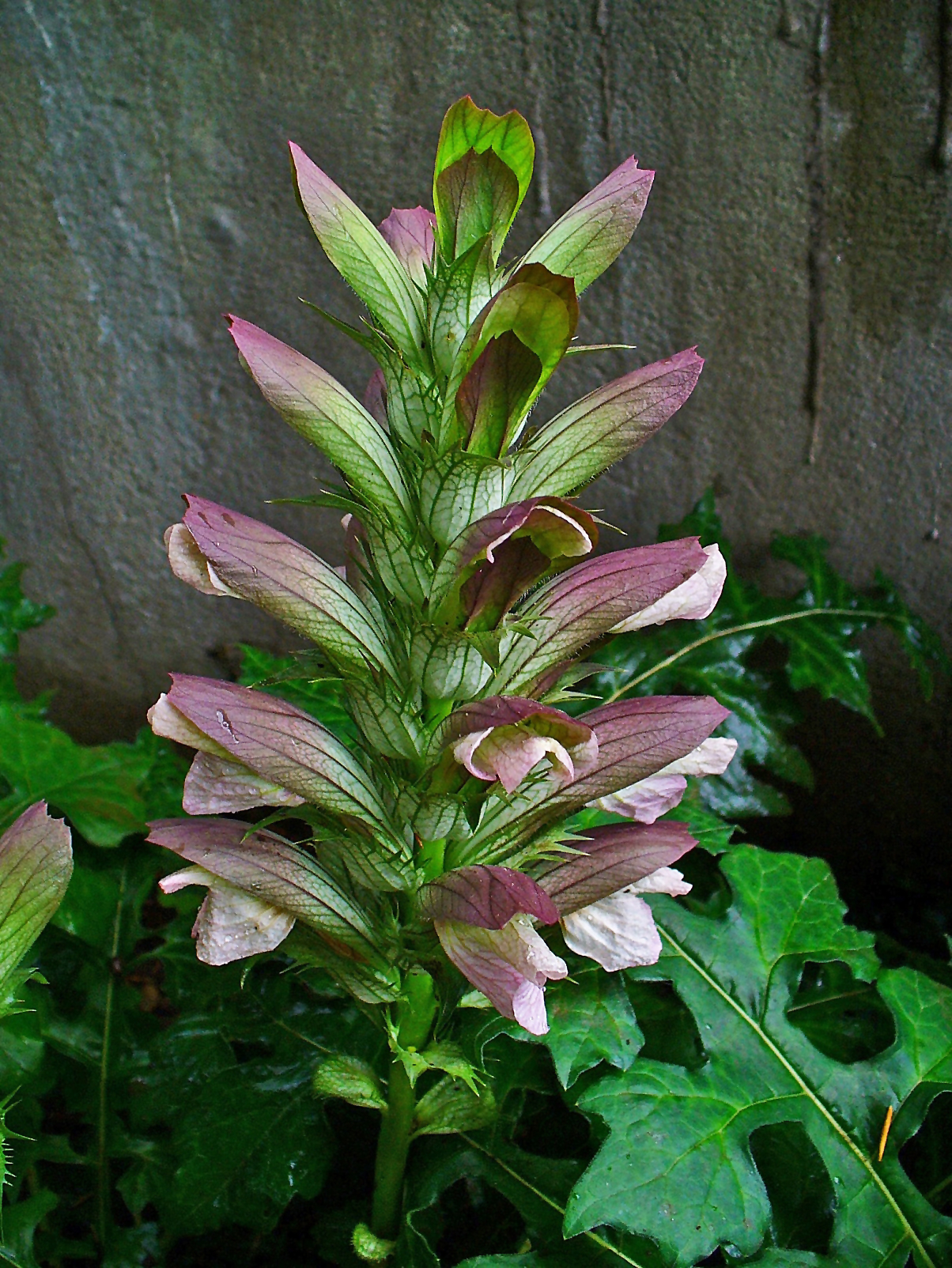
Balkáni medveköröm (Acanthus balcanicus)
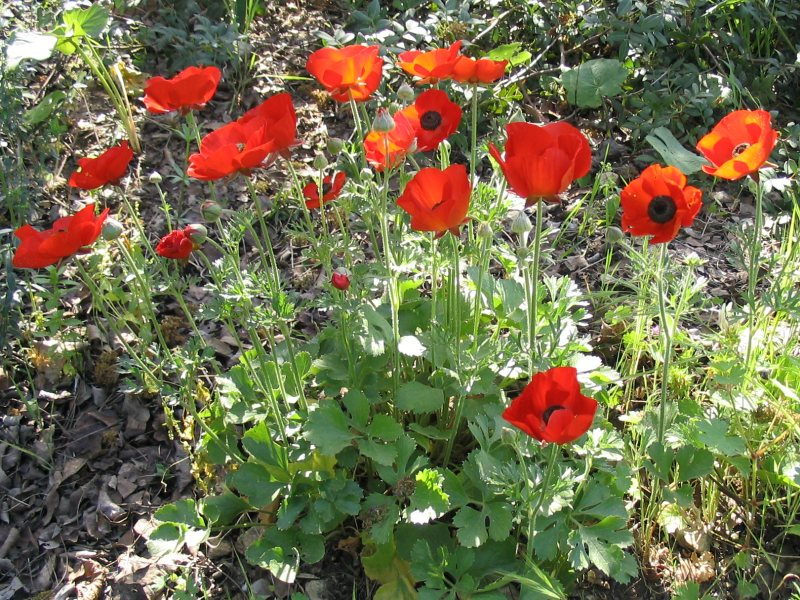
Legyezőszerű boglárka (Ranunculus asiaticus)
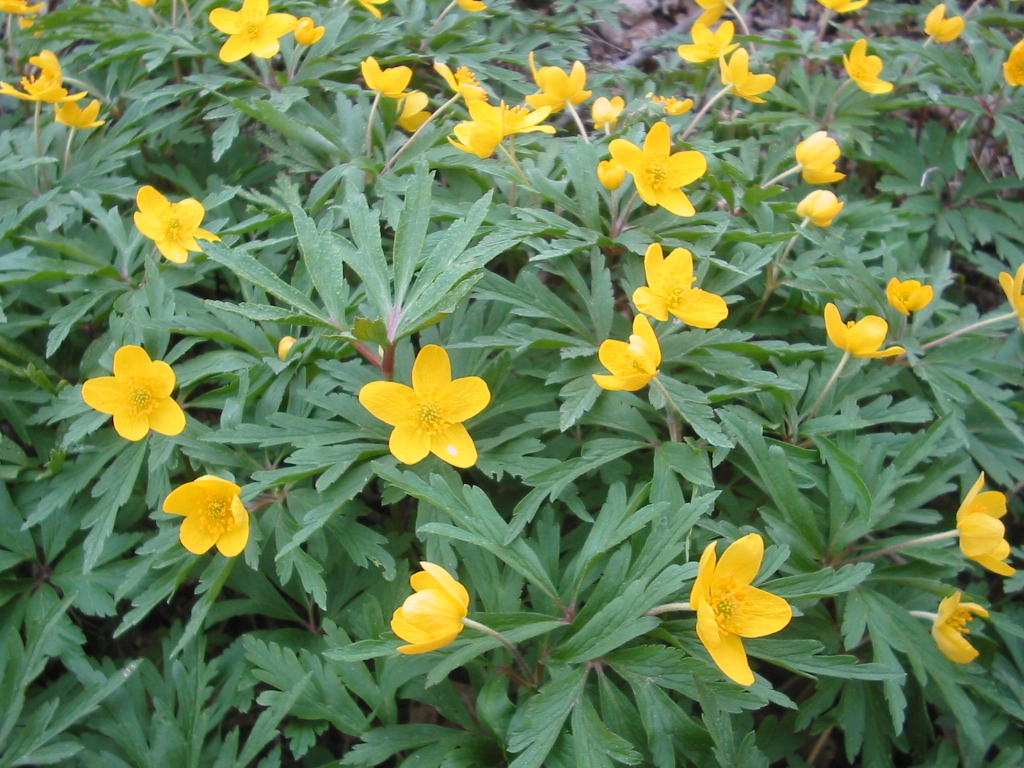
Bogláros szellőrózsa (Anemone ranunculoides)
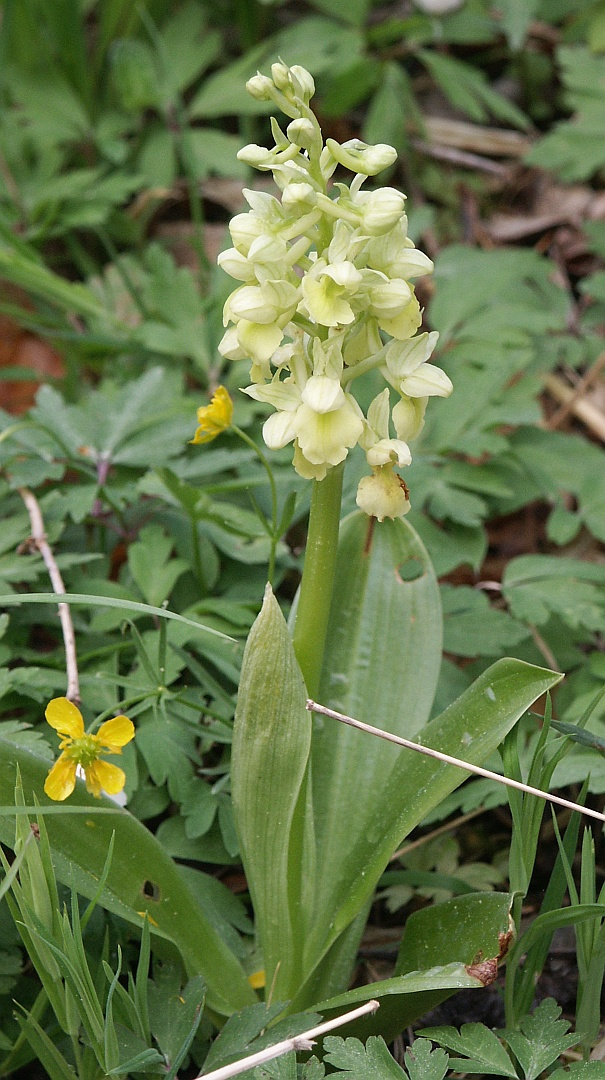
Sápadt kosbor (Orchis pallens)
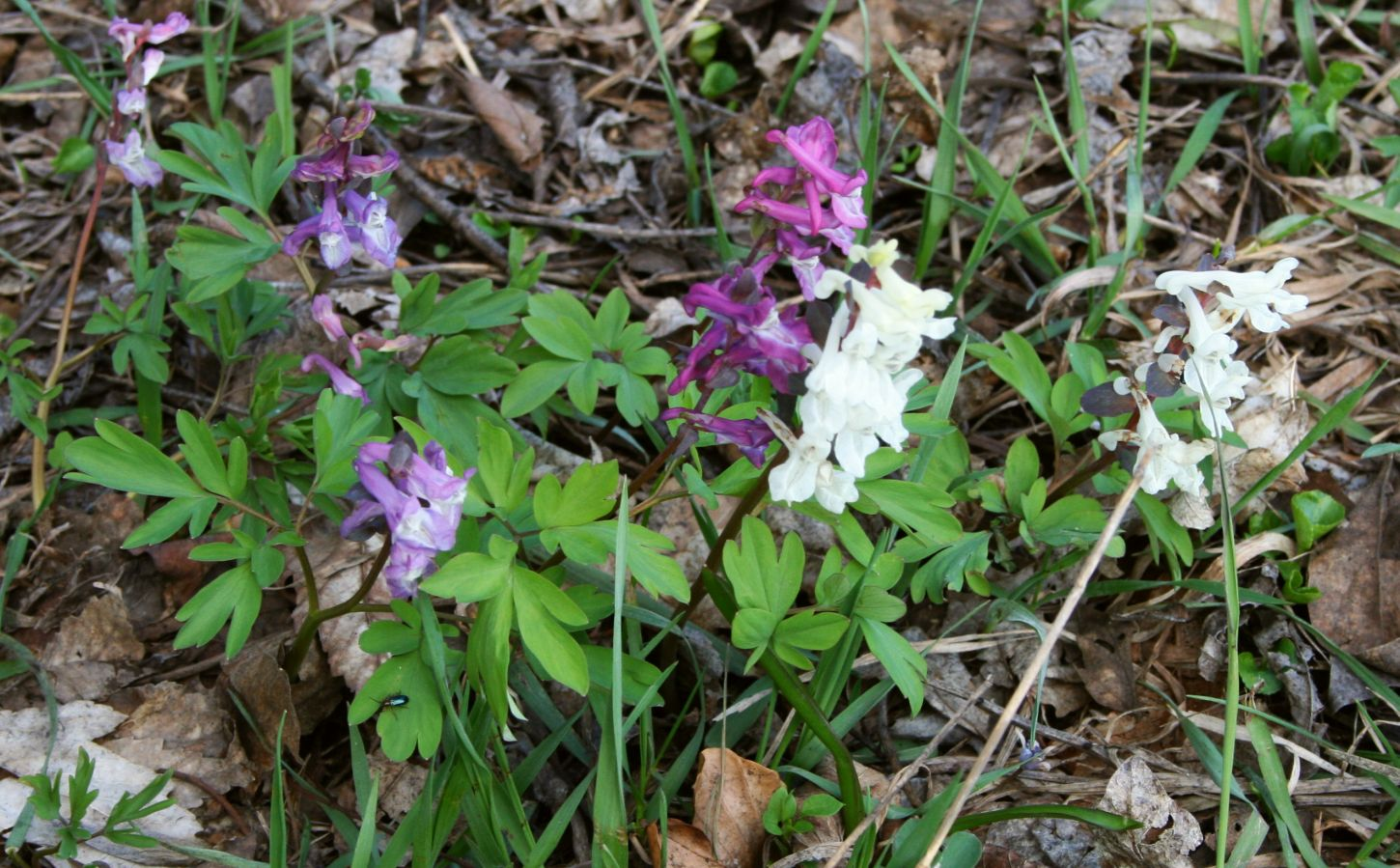
Odvas keltike (Corydalis cava)
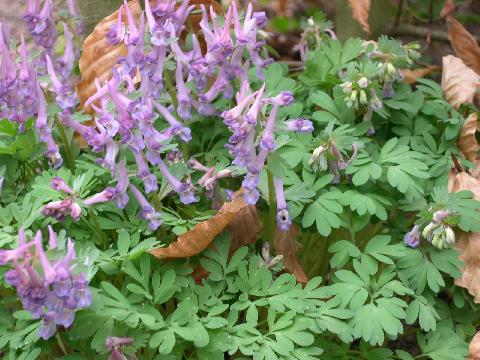
Ujjas keltike (Corydalis solida)
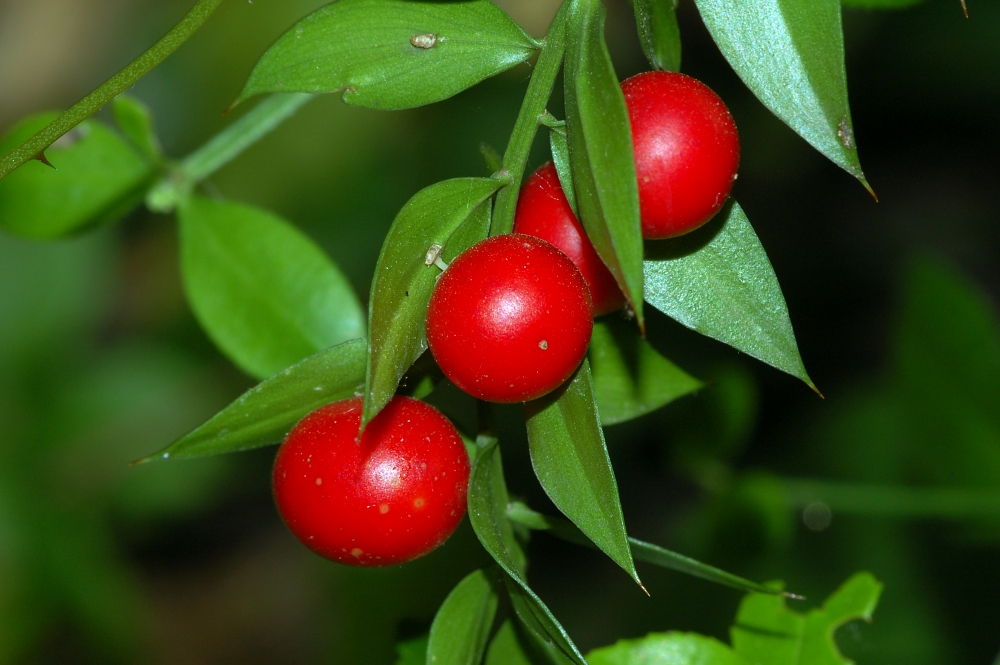
Szúrós csodabogyó
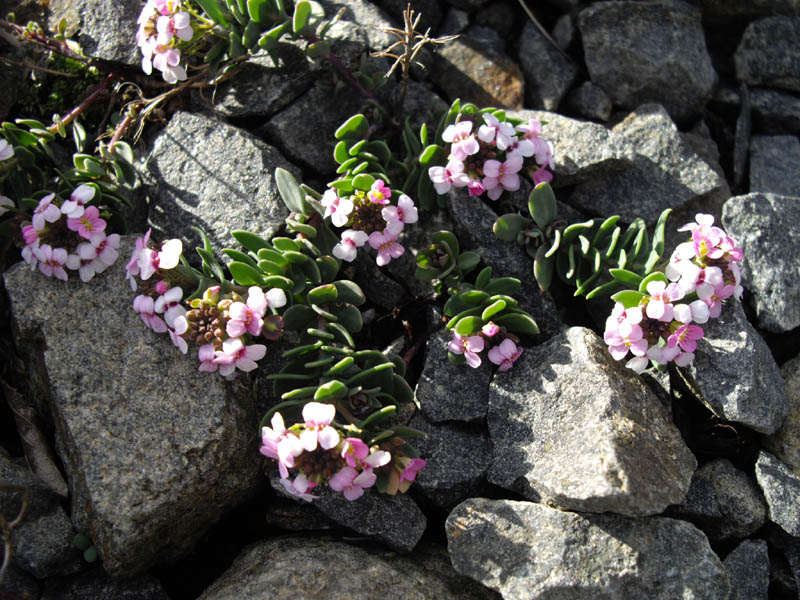
Aethionema saxatile

## Állatvilága
A park állatvilága is ritka és veszélyeztetett fajokat rejt:
- Kétéltűek:

Közülük megtalálható itt a foltos szalamandra (Salamandra salamandra), tarajos gőte (Triturus cristatus) és a zöld levelibéka (Hyla arborea) is.
- Herpetofaunájából említésre méltó a homoki vipera (Vipera ammodytes), haragos sikló (Coluber caspius), erdei sikló (Elaphe longissima), rézsikló (Coronella austriaca), görög teknős (Testudo hermanni).
- Madárvilága

Ugyancsak nagyon gazdag és érdekes fajokat rejt, közülük megemlítjük említést érdemelnek: szirti sas (Aquila chrysaetos), békászó sas (Aquila poma-rina), vörös vércse (Falco tinnunculus), kabasólyom (Falco subbuteo), kék vércse (Falco vespertinus), egerészölyv (Buteo buteo), hamvas rétihéja (Circus pygargus), gatyás ölyv (Buteo lagopus), kis légykapó (Ficedula parva), tövisszúró gébics (Lanius collurio), nagy őrgébics (Lanius excubitor), gyurgyalag (Merops apiaster), kövirigó (Monticola saxatilis), zöldike (Carduelis chloris), havasi sarlósfecske (Tachymarptis melba), mezei pacsirta (Alauda arvensis).
- Emlősök

Közülük említést érdemel a vaddisznó (Sus scrofa), farkas (Canis lupus), hiúz (Lynx lynx), vadmacska (Felis silvestris), gímszarvas (Cervus elaphus), nyuszt (Martes martes), nyest (Martes foina) és a vidra (Lutra lutra).  

## Galéria

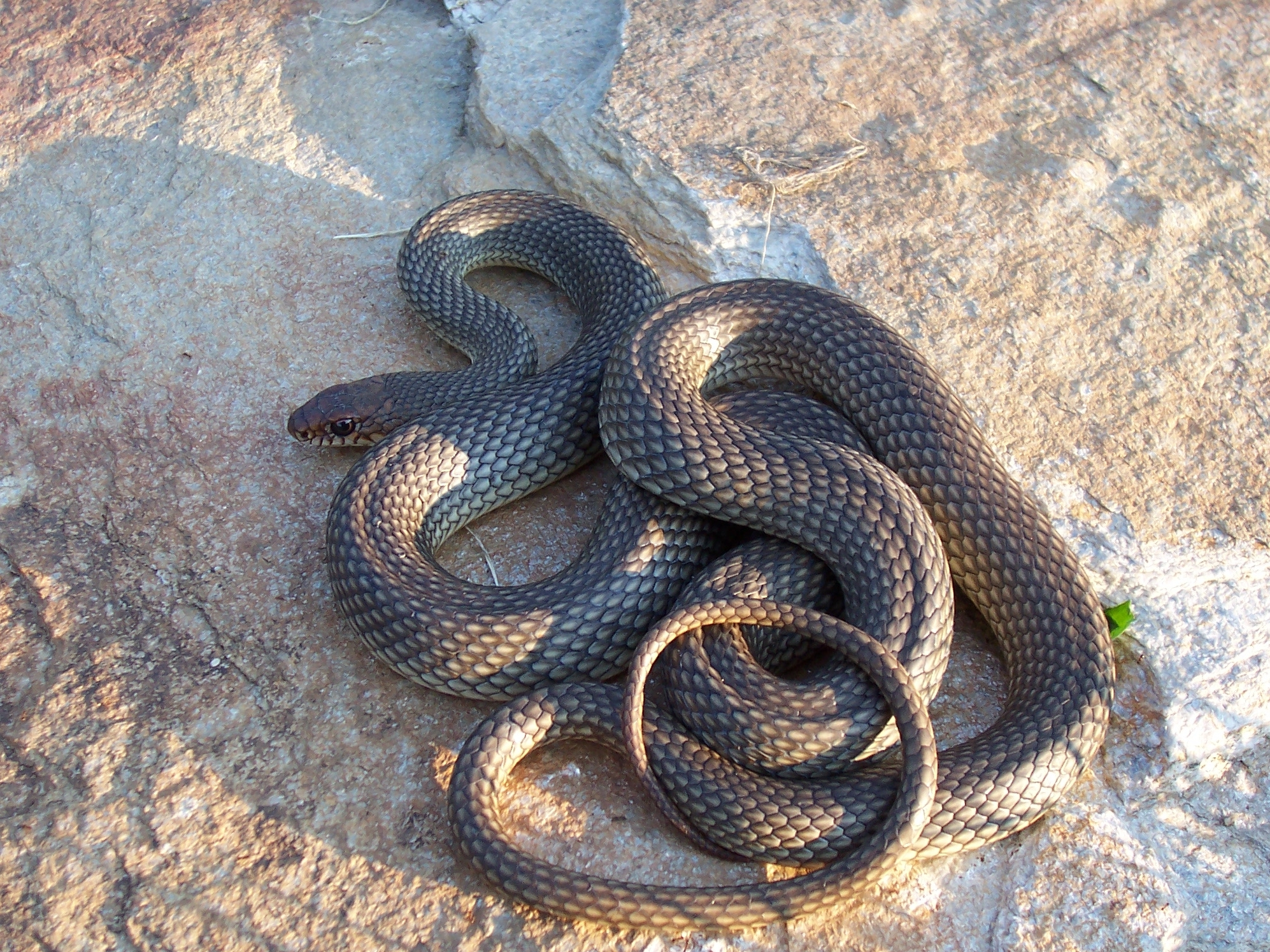
Haragos sikló
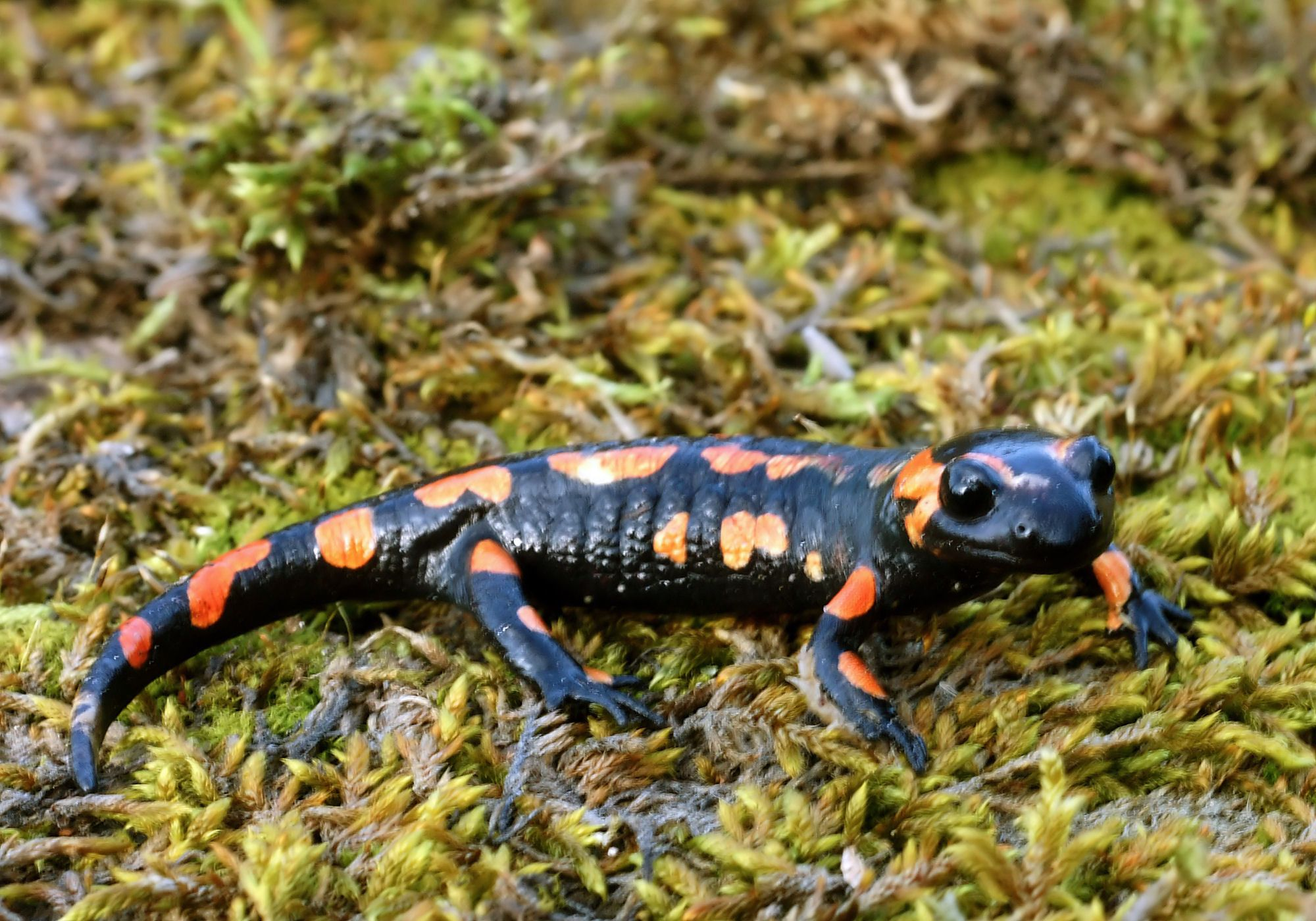
Foltos szalamandra
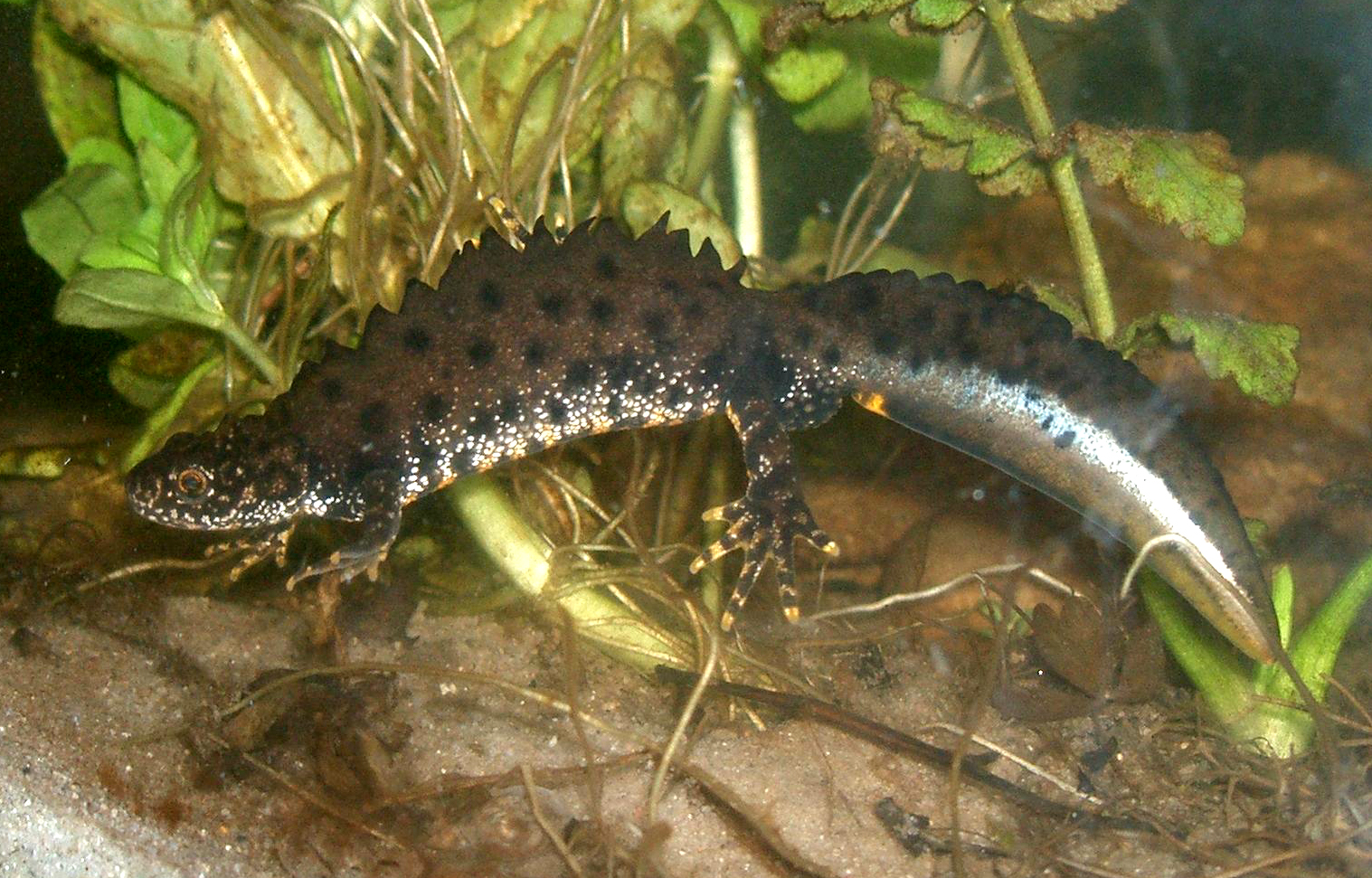
Tarajos gőte
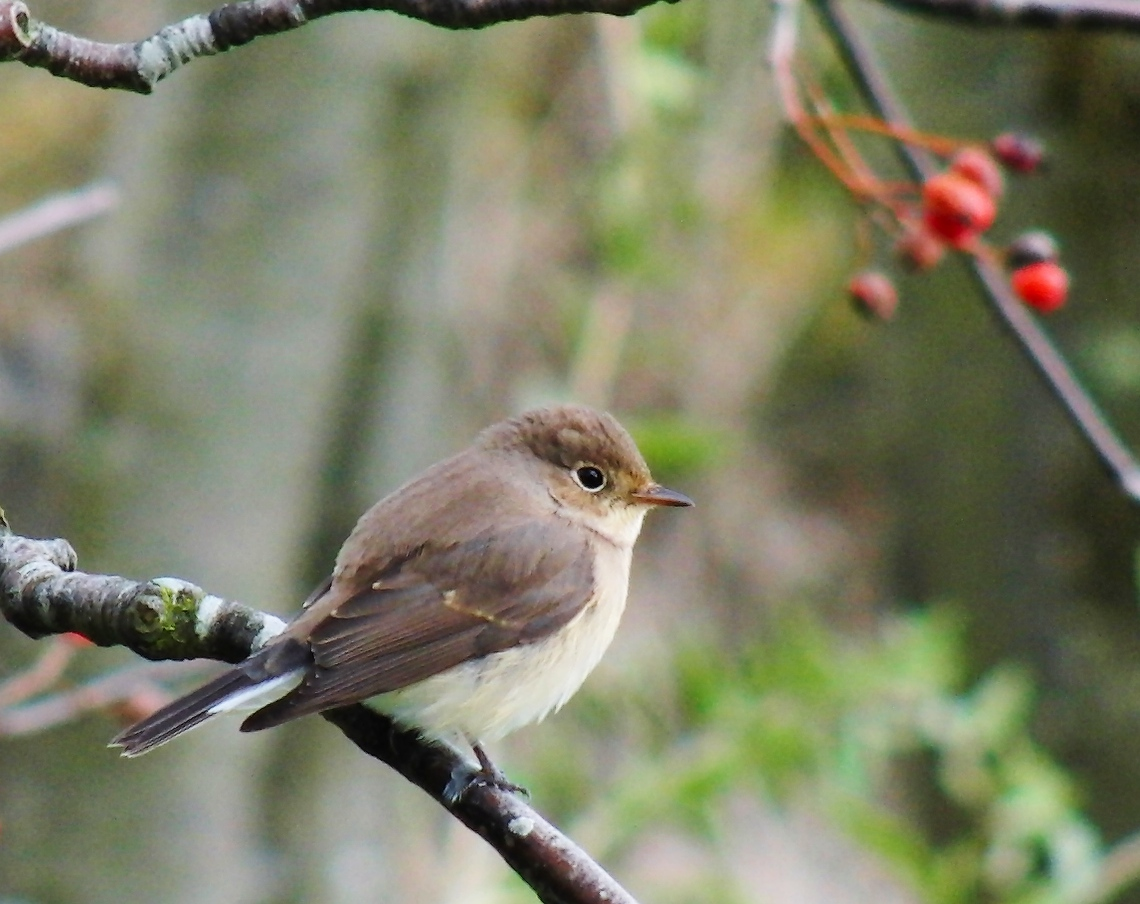
Kis légykapó
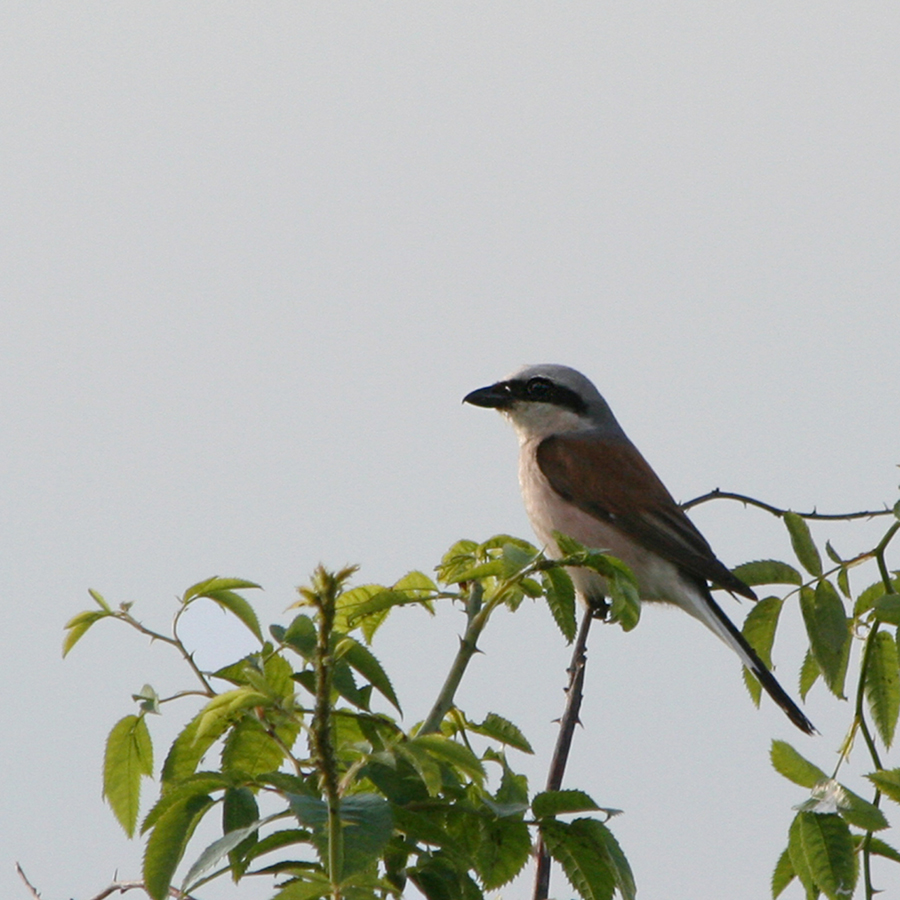
Tövisszúró gébics
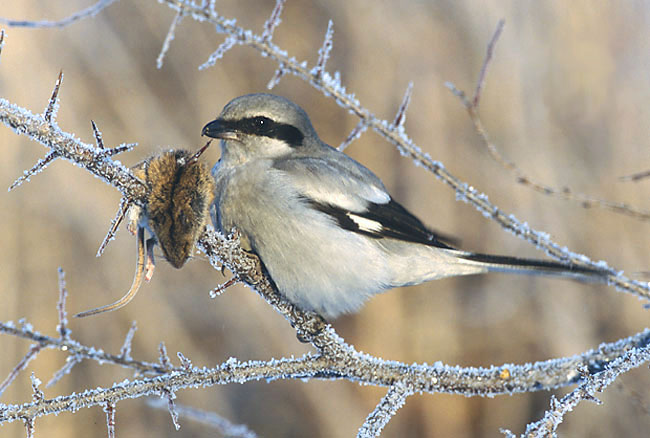
Nagy őrgébics
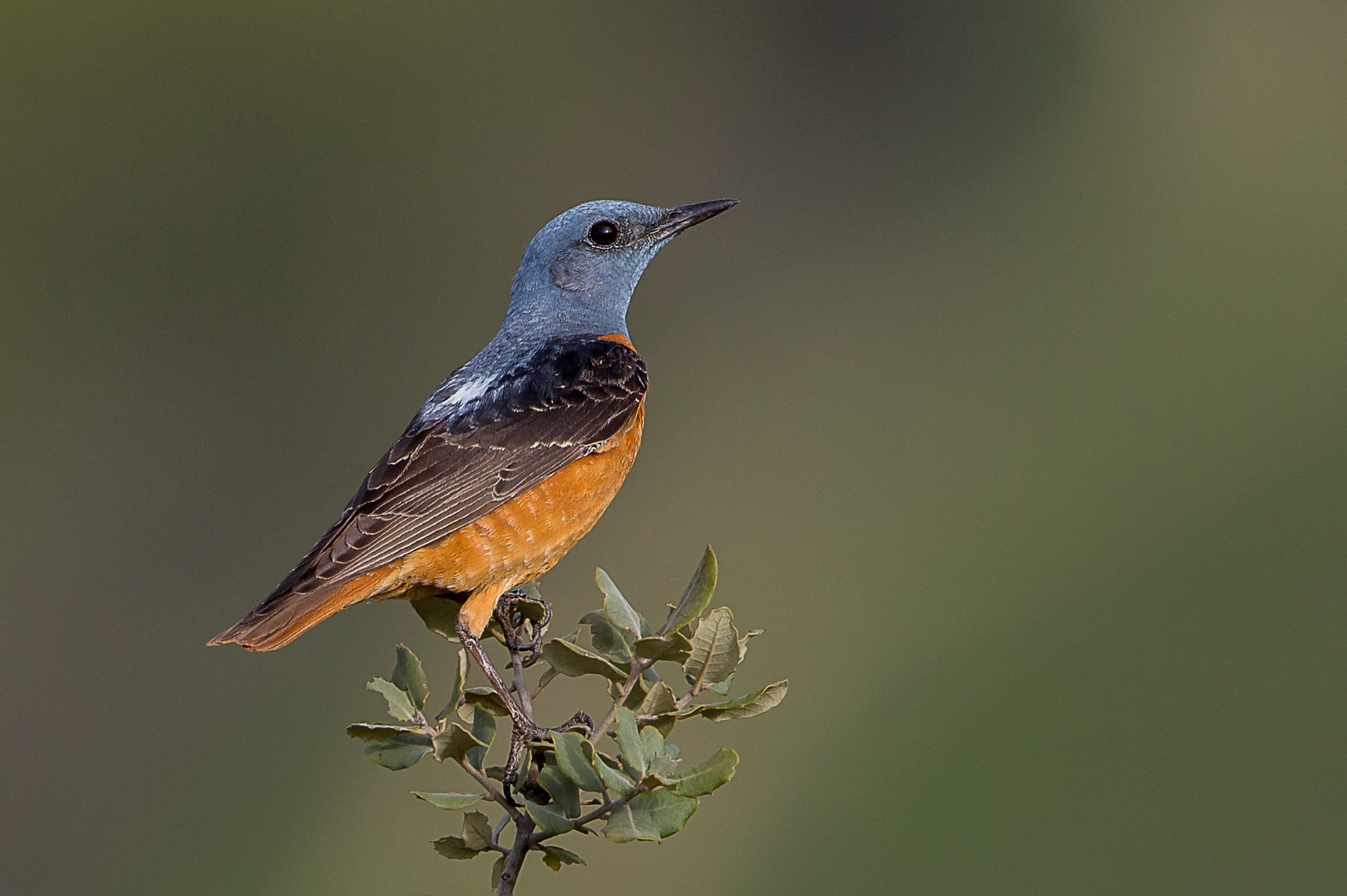
Kövirigó
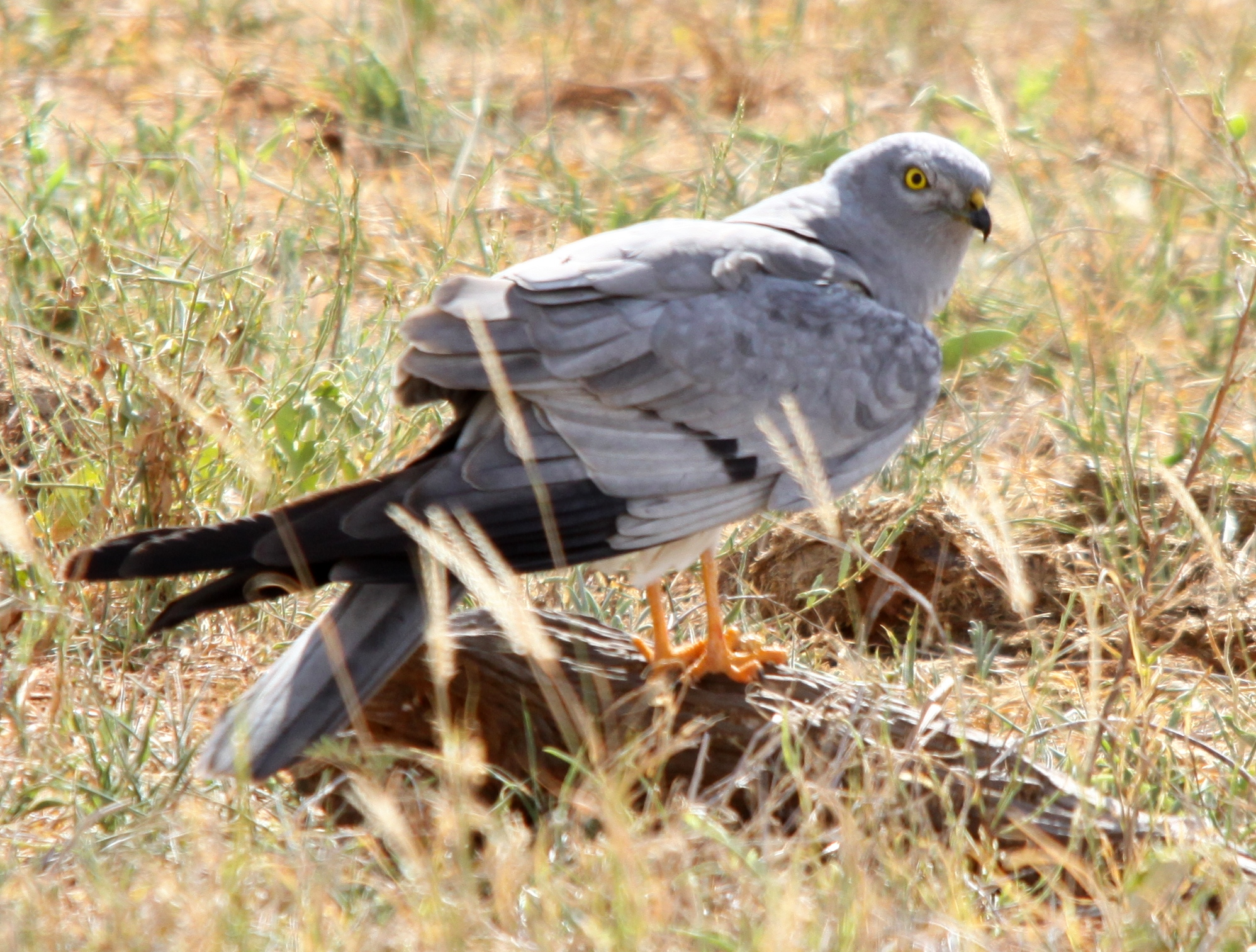
Hamvas rétihéja
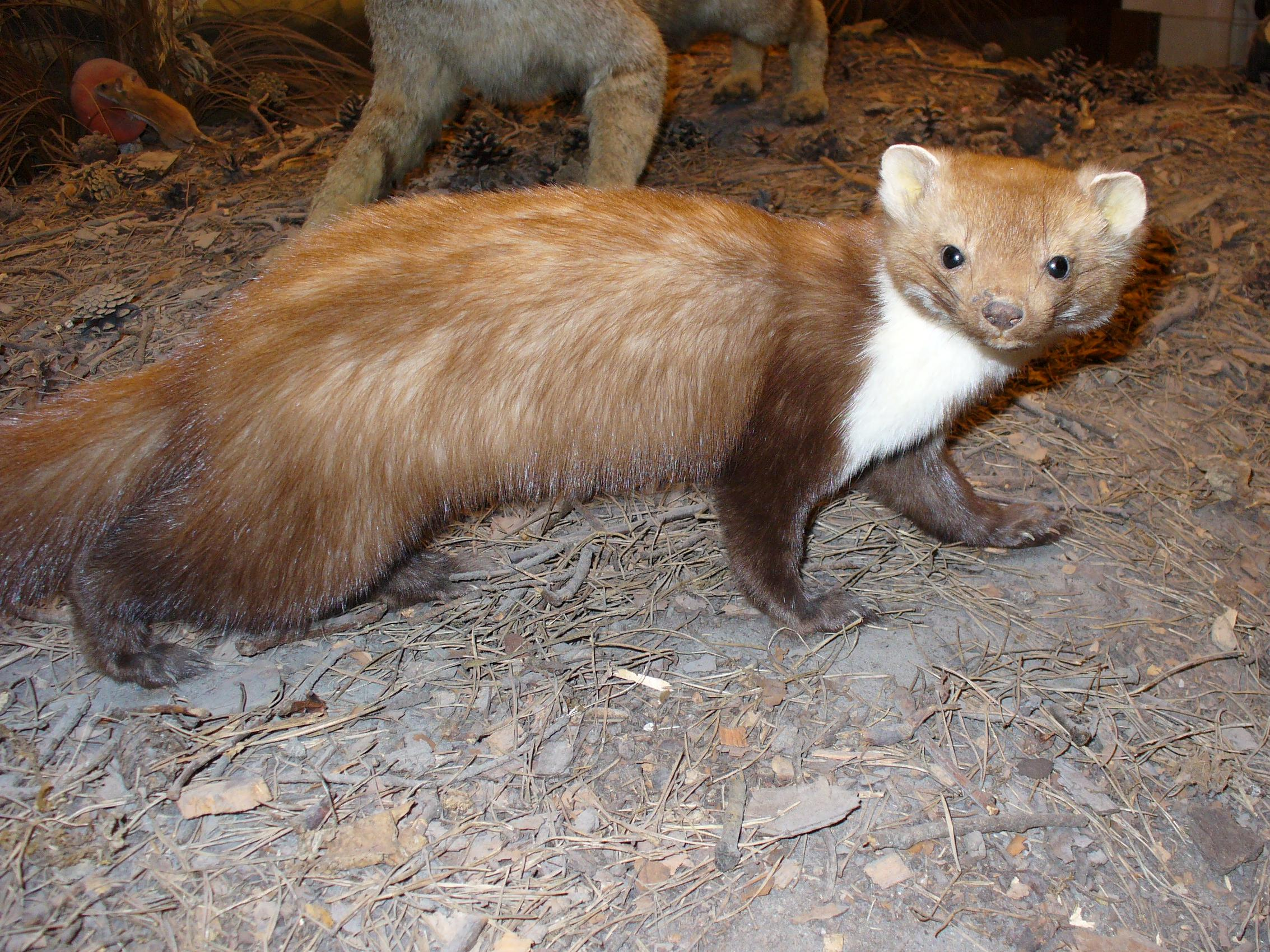
Nyest
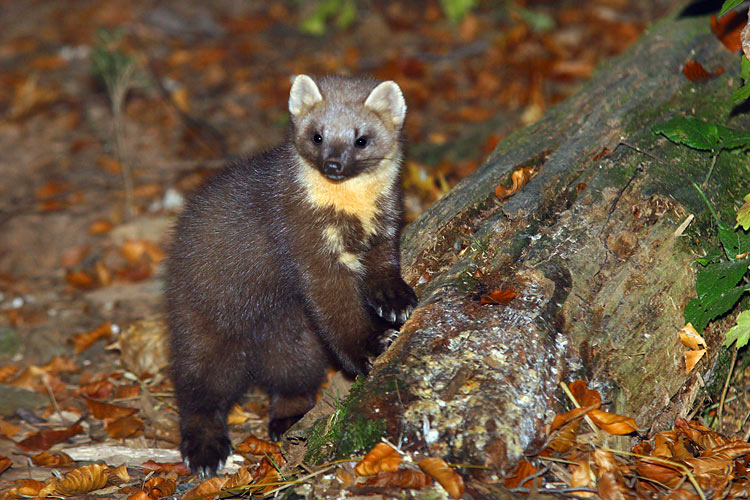
Nyuszt